# Публий Корнелий Сципион Эмилиан Африканский
Пу́блий Корне́лий Сципио́н Эмилиа́н Африка́нский (лат. Publius Cornelius Scipio Aemilianus Africanus; 185/184—129 годы до н. э.) — римский военачальник и политический деятель из патрицианского рода Корнелиев Сципионов, консул 147 и 134 годов до н. э. Был сыном Луция Эмилия Павла Македонского, через усыновление перешёл в семью Сципионов, став приёмным внуком Публия Корнелия Сципиона Африканского. Участвовал в Третьей Македонской войне. В последующие годы (167—152 до н. э.) стал одним из самых видных представителей аристократической молодёжи Рима и лидером интеллектуального объединения, известного как «кружок Сципиона». В этот «кружок» входили Полибий, Гай Лелий Мудрый, Луций Фурий Фил и другие политики и интеллектуалы.
Свою карьеру Публий Корнелий начал в 151 году до н. э. с военной службы в Ближней Испании под началом Луция Лициния Лукулла. Он быстро заслужил репутацию храброго и способного офицера. Со 149 года Сципион Эмилиан участвовал в осаде Карфагена в ходе Третьей Пунической войны. Военные действия велись в целом неудачно, и в ряде случаев только Публий Корнелий спасал римскую армию от чувствительных поражений. Поэтому он был досрочно избран консулом на 147 год и возглавил африканскую армию. После ожесточённых боёв Карфаген был взят и разрушен (146 год). Сципион был удостоен триумфа и почётного наименования Африканский. В последующие годы он был одним из самых влиятельных политиков Римской республики: занимал пост цензора в 142 году, ряд представителей его окружения получил консулат. При этом Сципион вёл в целом безуспешную борьбу против «фракции» Цецилиев-Сервилиев. В его «кружке» был разработан план реформ в интересах плебса, но от реализации этого плана Сципион отказался из-за возможного сопротивления в обществе.
В 134 году до н. э. Публий Корнелий получил второй консулат и командование в войне с испанским городом Нумансия, под стенами которого римляне уже терпели позорные поражения. Сципион смог дисциплинировать осадную армию и взять Нуманцию после семи месяцев боёв. В начавшейся в это время (в 133 году) в Риме острой внутриполитической борьбе между сенатом и народным трибуном Тиберием Семпронием Гракхом он встал на сторону сената, хотя Гракх был его близким родственником, и одобрил убийство трибуна. В дальнейшем Сципион возглавил консервативную «партию», противодействовавшую сторонникам реформ — Гаю Семпронию Гракху, Марку Фульвию Флакку, Гаю Папирию Карбону. Он смог добиться фактического прекращения передела земли в Италии и провалить инициативу о разрешении народным трибунам переизбираться, но при этом потерял поддержку народа. В разгар этой борьбы, в 129 году до н. э., Публий Корнелий умер. Поскольку смерть была внезапной, его противников подозревали в убийстве.

## Биография

### Происхождение

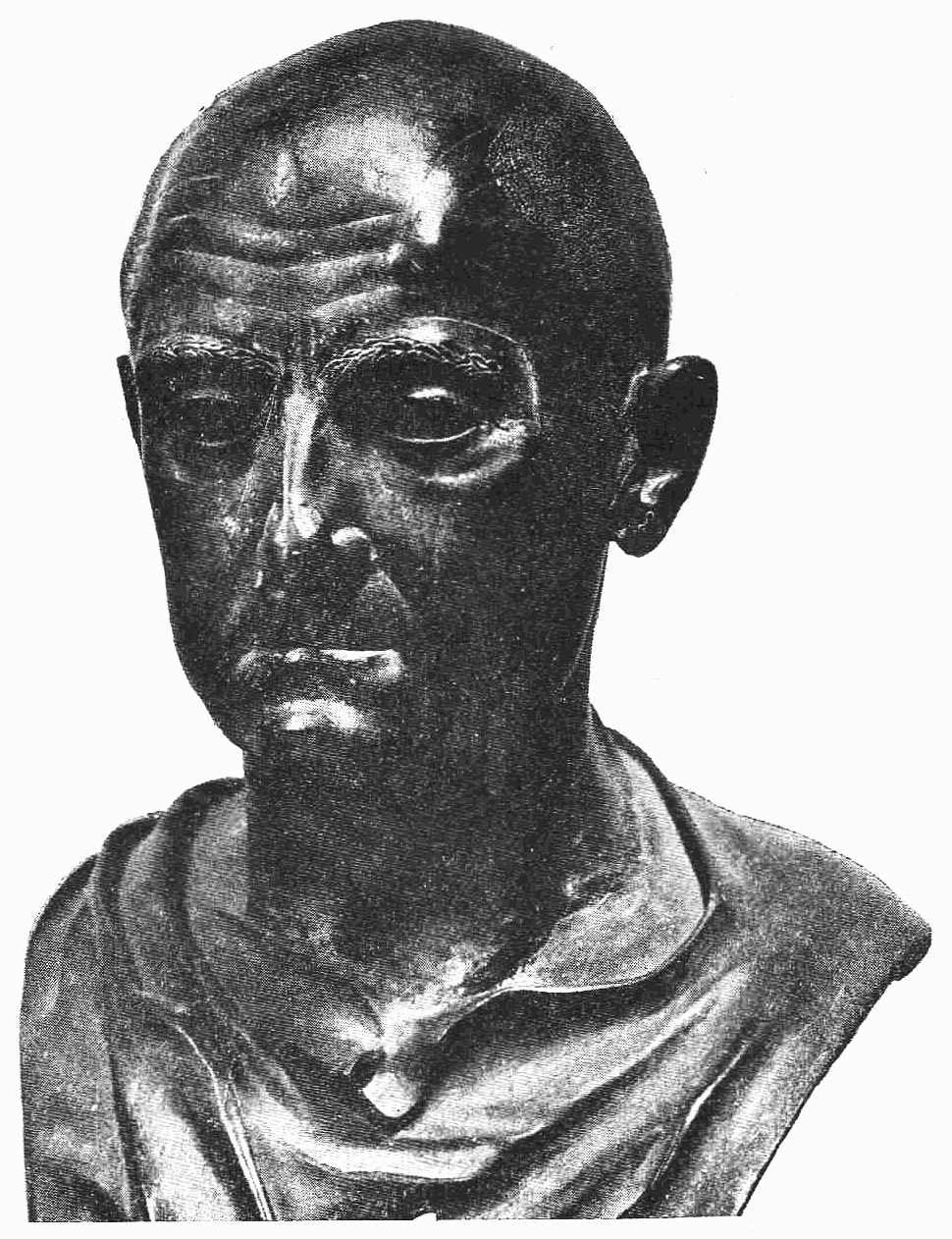
Публий Корнелий Сципион Африканский

По рождению Публий Корнелий принадлежал к знатному патрицианскому роду Эмилиев, который античные авторы относили к самым старым семействам Рима. Одна из восемнадцати старейших триб получила своё название в честь этого рода. Его генеалогию возводили либо к Пифагору, либо ко второму царю Рима Нуме Помпилию, а одна из версий традиции, приводимая Плутархом, называет Эмилией дочь Энея и Лавинии, родившую от Марса Ромула — легендарного основателя Рима. Представителей этого рода отличали, согласно Плутарху, «высокие нравственные качества, в которых они неустанно совершенствовались». В III веке до н. э. Эмилии регулярно получали консульство, и в историографии их называют применительно к этой эпохе ядром одной из «политических клик, стремившихся захватить всю власть целиком». Их политическими союзниками были Ливии, Сервилии, Папирии, Корнелии Сципионы, Ветурии, Лицинии.
Когномен Павел (Paulus) означает «невысокий». Прадедом Публия был Марк Эмилий Павел, консул 255 года до н. э., сражавшийся с карфагенянами на море во время Первой Пунической войны; дедом — Луций Эмилий Павел, консул 219 и 216 годов до н. э., командовавший во Второй Иллирийской войне и погибший в битве при Каннах. Дочь этого нобиля и соответственно тётка Публия Корнелия Эмилия Терция стала женой Публия Корнелия Сципиона Африканского.
Отцом Публия был двукратный консул (в 182 и 168 годах до н. э.) Луций Эмилий Павел, получивший агномен Македонский за победу над царём Персеем в 168 году до н. э. Мать Публия Папирия принадлежала к патрицианскому роду Папириев. Её отец, Гай Папирий Мазон, был консулом в 231 году до н. э. и, одержав победу над корсами, первым из римских полководцев отпраздновал триумф против воли сената.
Всего Папирия родила Павлу двух сыновей, вторым из которых был будущий Публий Корнелий. Вскоре после их рождения Луций Эмилий дал жене развод по неизвестной причине и женился снова. Во втором браке у него родились ещё двое сыновей, а старших он отдал на усыновление в другие патрицианские семьи: первого Квинту Фабию Максиму (предположительно внуку Кунктатора), второго — Публию Корнелию Сципиону. С этого момента юный Эмилий носил имя Публий Корнелий Сципион Эмилиан.
Усыновитель приходился Публию по крови двоюродным братом. Это был старший из двух сыновей Сципиона Африканского и Эмилии Терции, из-за слабого здоровья отказавшийся от карьеры, но тем не менее занимавший высокое положение в обществе благодаря своему происхождению. Кроме двух единокровных братьев, у Сципиона Эмилиана и Максима Эмилиана появились три единокровных сестры. Одна Эмилия позже стала женой Марка Порция Катона Лициниана (сына Катона Цензора), другая — женой Квинта Элия Туберона, представителя древней, но очень бедной патрицианской семьи.

### Ранние годы

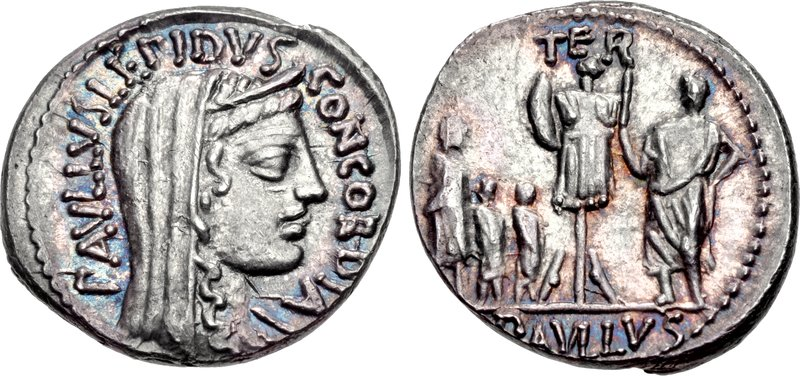
Римский денарий 62 года до н. э., на котором изображена капитуляция царя Персея

Будущий Сципион Эмилиан родился в конце 185 или начале 184 года до н. э. Исследователи не могут определить более точную дату, поскольку данные источников противоречивы. С одной стороны, Тит Ливий и Диодор Сицилийский сообщают, что в день битвы при Пидне (22 июня 168 года до н. э.) Публию Корнелию было семнадцать лет. С другой стороны, Полибий, рассказывая о своей первой встрече со Сципионом Эмилианом, которая не могла произойти раньше начала 166 года до н. э., говорит, что тому было «не больше восемнадцати лет». И Диодор подтверждает, что Сципион именно в этом возрасте сделал Полибия своим наставником.
Умер Публий Корнелий, по данным некоторых источников, незадолго до своего 56-летия. Это произошло сразу по окончании действия трактата Марка Туллия Цицерона «О государстве», то есть вскоре после Латинских игр 129 года до н. э. Эти игры проходили в апреле или мае, что указывает на 185 год до н. э. как год рождения. По-видимому, уже в древности единого мнения о том, когда родился Сципион Эмилиан, не было; на это может указывать сообщение Гая Веллея Патеркула: «Умер он в почти 56 лет. Если кто в этом усомнится, пусть обратится к его первому консульству, на которое он был избран тридцати шести лет, и сомнения отпадут».
Плутарх пишет, что Сципион Эмилиан прожил 54 года, но здесь могла произойти простая путаница: греческий писатель мог принять римскую цифру VI за IV.
После формального перехода в семью Корнелиев Сципионов Публий продолжал жить в доме своего кровного отца, как и старший брат, получивший имя Квинт Фабий Максим Эмилиан. Луций Эмилий, по словам Плутарха, любил своих сыновей больше, чем какой-либо другой римлянин; братья Эмилианы получили прекрасное образование, в котором староримские традиции сочетались с греческими. Одним из наставников Публия Корнелия стал Марк Порций Катон Цензор. Согласно Цицерону, оба отца юноши, родной и приёмный, решили, что Публий должен посвящать Катону всё свободное время, беря у него уроки практической мудрости.
В 168 году до н. э. Сципион Эмилиан и Максим Эмилиан сопровождали своего отца, получившего командование в Третьей Македонской войне, на Балканы. Публий Корнелий участвовал в победоносной для Рима битве при Пидне и так увлёкся преследованием противника, что вернулся в лагерь только ночью. К тому времени отец уже подозревал, что Публий погиб, «замешавшись по неопытности в самую гущу неприятеля», и солдаты, любившие Сципиона Эмилиана, искали его тело среди трупов погибших.

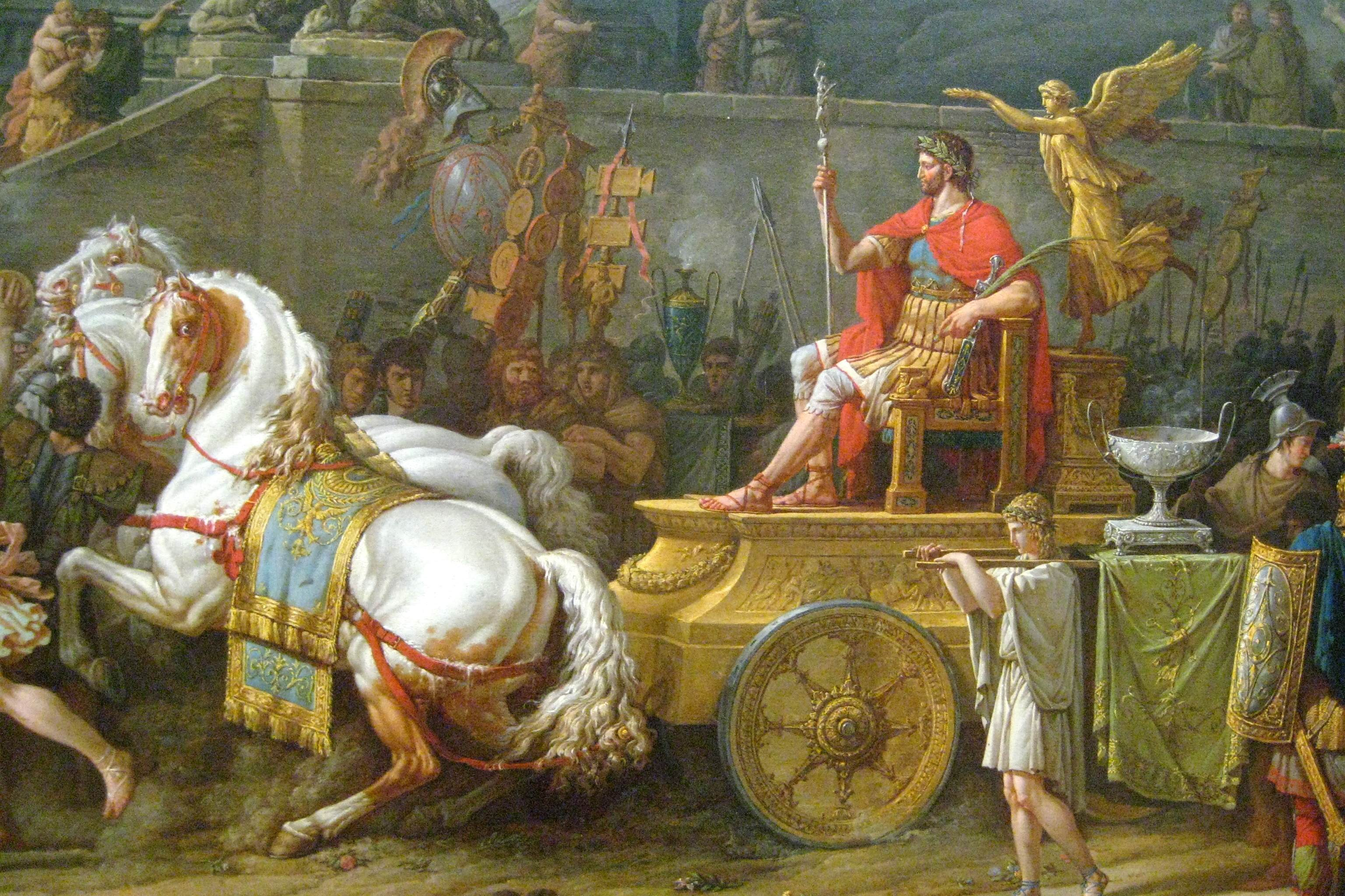
Карл Верне. «Триумф Эмилия Павла (фрагмент)», (1789)

Победа при Пидне означала конец войны, но римская армия ещё больше года находилась в Македонии. На это время Луций Эмилий Павел предоставил Публию право охотиться в царских лесах, и в результате тот на всю жизнь стал страстным любителем охоты. Кроме того, Павел подарил сыновьям библиотеку царя Персея, увезённую затем в Рим. Осенью 168 года до н. э. Павел взял сына с собой в путешествие по Греции: через Фессалию римляне добрались до Дельф, потом посетили Эвбею, Афины, Коринф, Сикион, города Арголиды, Спарту и Олимпию. Именно Публий позже рассказал Полибию об огромном впечатлении, произведённом на его отца статуей Зевса работы Фидия.
По возвращении в Рим в следующем году Сципион Эмилиан, как и Максим Эмилиан, принял участие в триумфе отца. Оба они шли за колесницей триумфатора. В те самые дни Публий Корнелий потерял обоих своих единокровных братьев, которые внезапно умерли один за другим (одному было 14, другому — 12 лет).

### Молодость
В первые годы после Македонской войны Сципион Эмилиан занимался только охотой и книгами, не интересуясь общественными делами. Вопреки существовавшему тогда обыкновению он не бывал на форуме и не пытался ради славы возбудить судебное дело против каких-либо видных нобилей. Поэтому его считали человеком, лишённым честолюбия, ленивым и вялым, поведение которого не соответствует его выдающемуся происхождению.
Решающий поворот в жизни Сципиона Эмилиана связан с его знакомством с одним из заложников, предоставленных Риму Ахейским союзом, — сыном стратега Ликорта Полибием. Этот ахеец впервые пришёл в дом Луция Эмилия Павла по какому-то делу, связанному с книгами, и с этого началась большая дружба, молва о которой, по словам самого Полибия, «обошла Италию и Элладу». Братья Эмилианы добились того, чтобы Полибий в отличие от остальных заложников, разосланных по италийским муниципиям, был оставлен в Риме. Вскоре после этого состоялся судьбоносный для Публия Корнелия разговор, рассказ о котором сохранился в составе полибиевой «Всеобщей истории».
Сципион Эмилиан спросил своего греческого друга, почему тот постоянно разговаривает только с его братом Квинтом, словно пренебрегая им, Публием:

«Наверное, ты думаешь обо мне так же, как и мои сограждане, о которых мне приходится слышать. Все считают меня человеком неподвижным и вялым — это их слова, а так как я не занимаюсь ведением дел в судах, то и совсем лишённым свойств римлянина с деятельным характером. Не такие свойства, но прямо противоположные, говорят они, должны отличать представителя дома, к которому я принадлежу. Это огорчает меня сильнее всего».
— Полибий. Всеобщая история, XXXII, 9, 9—12

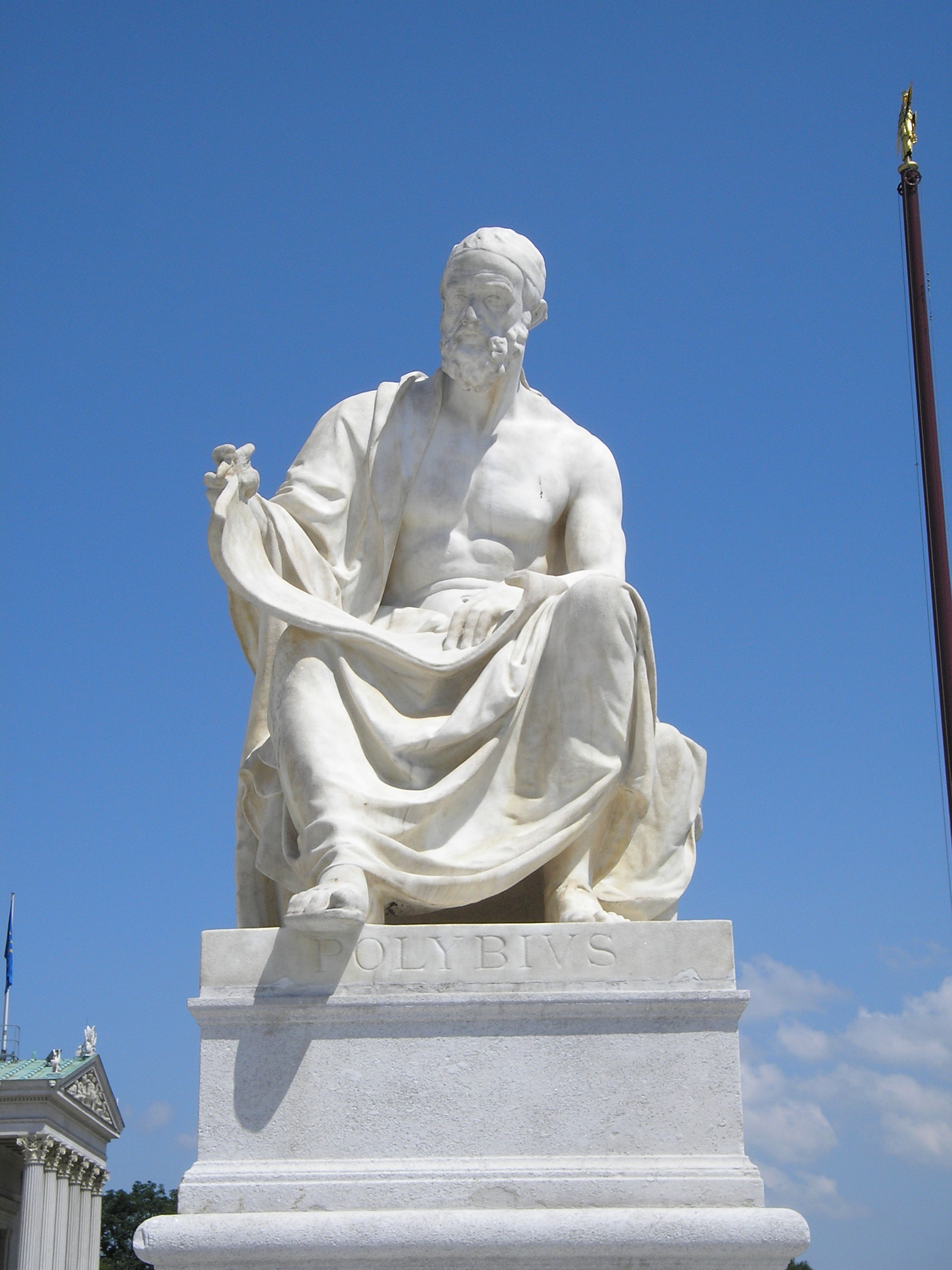
Статуя Полибия

Полибий, изумлённый этими словами, объяснил Сципиону, что не пренебрегает им и что чувства Публия «обличают высокую душу». Он предложил другу научить его говорить и действовать так, как подобает человеку его происхождения, и это предложение встретило самый горячий приём:

Полибий ещё не кончил, как Публий схватил обеими руками его правую руку и, с чувством сжимая её, сказал: «Если бы дожить мне до того дня, когда ты оставишь все прочие дела, посвятишь свои силы мне и станешь жить со мною вместе. Тогда, наверное, я и сам скоро нашёл бы себя достойным и нашего дома, и наших предков».
— Полибий. Всеобщая история, XXXII, 10, 9—10
С этого момента Полибий был постоянным спутником Сципиона. Последний начал целенаправленно вырабатывать в себе силу характера, отказался от каких-либо излишеств и закалился физически (благодаря этому обстоятельству впоследствии он вышел победителем из ряда воинских единоборств). Публий продолжал увлекаться охотой, но наряду с этим стал посещать форум и стремился не возвращаться домой, не приобретя хотя бы одного нового друга. В течение пяти лет после памятного разговора с Полибием он приобрёл прекрасную репутацию и стал широко известен в Риме.
Особенно прославила Публия Корнелия его щедрость по отношению к ближайшим родственникам. После ранней смерти приёмного отца и кончины матери последнего, Эмилии Терции (162 год до н. э.), Публий оказался единственным обладателем наследства Сципиона Африканского. Поскольку его родная мать Папирия после развода жила небогато и была вынуждена отказываться от участия в публичных процессиях, Сципион Эмилиан подарил ей все украшения Эмилии Терции, её жертвенную утварь, лошадей, колесницы, сопровождавших её во время торжественных выходов рабов и рабынь. Такая демонстрация сыновней почтительности добавила Публию популярности. Когда же Папирия умерла (приблизительно в 159 году до н. э.), Сципион всё её наследство, включая то, что принадлежало когда-то Эмилии, передал сёстрам, хотя по закону те не имели на это имущество никаких прав.
Как главе семьи Сципиону нужно было выплатить оставшуюся половину приданого своих тёток (дочерей Сципиона Африканского) их мужьям, Публию Корнелию Сципиону Назике Коркулу и Тиберию Семпронию Гракху, по двадцать пять талантов каждому. В Риме было принято в таких ситуациях платить равными долями в течение трёх лет, но Гракх с Назикой, явившиеся за первым взносом, неожиданно для себя получили полную сумму. Они сообщили было Сципиону Эмилиану о совершённой им ошибке, но тот ответил, что в отношениях с родственниками не одобряет расчётливость.
В 160 году до н. э. умер родной отец Публия. Своё имущество за отсутствием других наследников он завещал Эмилианам, хотя те и перешли в другие семьи. Сципион отказался от своей доли, составлявшей шестьдесят талантов, в пользу старшего брата, чтобы тот мог сравняться с ним в богатстве. Кроме того, он оплатил половину расходов на погребальные игры, хотя те были даны от имени Квинта Фабия. Все эти примеры бескорыстия прославили Публия Корнелия ещё до начала его политической карьеры.
В 150-е годы до н. э. (точных датировок нет) Сципион Эмилиан вошёл в состав сената и женился на Семпронии — своей двоюродной племяннице по крови и двоюродной сестре по усыновлению; предположительно этот брачный союз был исключительно политическим. К этому же периоду жизни Публия относится большое путешествие по Италии и Трансальпийской Галлии, предпринятое с образовательными целями. Известно, что спутником Сципиона был Полибий, и что Публий Корнелий расспрашивал жителей Нарбона, Массилии и Корбилона о Британии, но без особого успеха.

### «Кружок Сципиона»
В 160-е годы до н. э. вокруг Публия Корнелия начал складываться круг друзей и единомышленников, отличавшихся от других представителей римского нобилитета своими симпатиями к греческой культуре и неприятием вульгарных развлечений. Многие из них были связаны между собой родством или старыми фамильными связями. К «кружку Сципиона», просуществовавшему более 30 лет, исследователи относят старших современников Публия Гая Лелия Мудрого и Мания Манилия, его ровесников Спурия Муммия, Луция Фурия Фила, Публия Рупилия, Квинта Помпея (об этой дружбе сверстников сообщает Цицерон). Сюда включают также Полибия, философа Панетия, племянника Публия — Квинта Элия Туберона; А. Бернстайн относит к «кружку Сципиона» Публия Муция Сцеволу (консула 133 года до н. э.), А. Эстин — Луция Постумия Альбина (консула 154 года до н. э.), Марка Эмилия Лепида Порцину, Публия Лициния Красса Муциана, Луция Кальпурния Пизона Фруги, Марка Фульвия Флакка (консула 125 года до н. э.), поэта Гая Луцилия и драматурга Публия Теренция Афра. Я. Заборовский, отталкиваясь от текста трактата Цицерона «О государстве», считает, что в «кружок» входили зятья Гая Лелия Квинт Муций Сцевола Авгур и Гай Фанний, а также Публий Рутилий Руф и поэт Марк Пакувий. По мнению А. Груэна, к «кружку» принадлежала большая часть видных политических деятелей Рима 140-х годов до н. э.
Лучшим другом Сципиона Эмилиана стал Гай Лелий — сын «нового человека», бывшего лучшим другом Сципиона Африканского. Возможно, Публий и Гай познакомились в совсем раннем возрасте; во всяком случае, в 160-е годы они уже были такими же друзьями, как их дед и отец соответственно. До самой смерти Сципиона Эмилиана Лелий был его неизменным спутником и единомышленником. Цицерон вкладывает в уста Гая Лелия такой рассказ:

Нет такого сокровища, которое я мог бы сравнить с дружбой Сципиона. В ней я нашёл согласие в делах государственных, в ней — советы насчёт личных дел, в ней же — отдохновение, преисполненное радости. Ни разу я не обидел его, насколько я знаю, даже каким-нибудь пустяком, и сам никогда не услыхал от него ничего неприятного. У нас был один дом, одна пища за одним и тем же столом. Не только походы, но и путешествия, и жизнь в деревне были у нас общими. Нужно ли говорить о наших неизменных стараниях всегда что-нибудь познавать и изучать, когда мы, вдалеке от взоров народа, тратили на это свои досуги?
— Цицерон. О дружбе, 103—104.

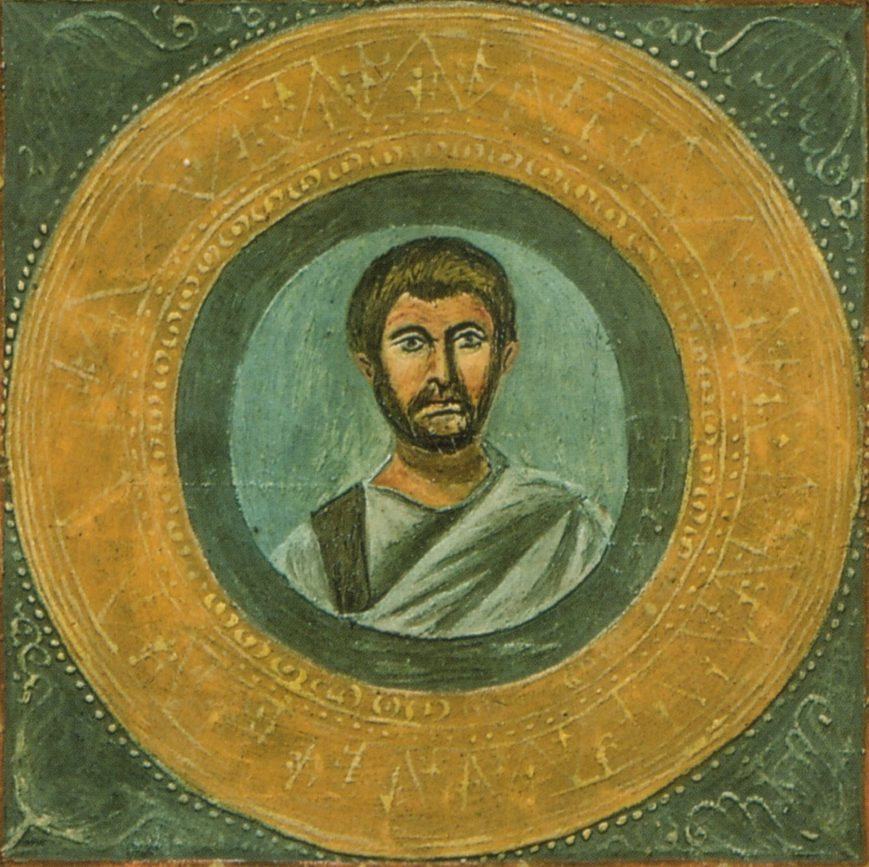
Публий Теренций Афр. Миниатюра IX века

Вместе с друзьями Сципион Эмилиан покровительствовал талантливым литераторам, которые не пользовались успехом у широкой публики из-за её грубого вкуса. Так, в 165—160 годах до н. э. он поддерживал тесные дружеские отношения с Публием Теренцием, в комедии которого, по слухам, и Публий Корнелий, и Лелий вставляли написанные ими самими фрагменты. Существовало даже мнение, что Сципион и Лелий ставят собственные пьесы, прикрываясь чужим именем, и Теренций не опровергал такие слухи, а скорее даже поддерживал. Так, в прологе к комедии «Братья» он пишет, что такие слухи приятны для него, поскольку свидетельствуют, что его пьесы нравятся самым популярным людям Рима. Согласно Светонию, драматург действовал так, предполагая, что эти слухи приятны для его покровителей.
Источники не сообщают о каких-либо попытках Сципиона и Лелия внести ясность в этот вопрос. Цицерон и Квинтилиан приводят информацию о возможном авторстве двух друзей как нечто, могущее оказаться правдой, но недоказуемое; грамматик I века до н. э. Сантра доказывает, что Лелий и Сципион не могли написать приписываемые Теренцию пьесы из-за своего юного возраста. Некоторые исследователи предполагают, что Сципион и Лелий действительно могли быть подлинными авторами его пьес; другие оспаривают это мнение, не отрицая, что Теренций мог получать советы и соглашаться с «чем-то вроде редактуры».
Ходили и сплетни о том, что Теренций состоял в любовной связи со своими патронами и именно поэтому после размолвки уехал в Грецию, где и погиб, не дождавшись помощи и в полной нищете (160 год до н. э.). Но Светоний относится к этой версии с недоверием, говоря, в частности, что после Теренция остался сад в 20 югеров по Аппиевой дороге, а его дочь стала женой римского всадника. Сохранившаяся эпиграмма Порция Лицина о «развратной знати» и Теренции носит явно клеветнический характер.
В 155 году до н. э. Рим посетили три афинских философа — академик Карнеад, перипатетик Критолай и стоик Диоген. Сципион Эмилиан вместе с Гаем Лелием и Луцием Фурием Филом стал их постоянным слушателем. В дальнейшем выдающийся стоик Панетий поселился в доме Публия Корнелия. Позже, в период после 146 года до н. э., когда Публий Корнелий вернулся из Африки, он сблизился с поэтом Гаем Луцилием, ставшим важным участником «сципионовского кружка»:
…Когда Сципион или Лелий, мудрец безмятежный,

И от народной толпы, и от дел на покой удалялись,

Часто любил он с ними шутить и беседовать просто,

Между тем, как готовили им овощей на трапезу.
В доме Лелия при участии Сципиона организовывались чтения «Сатур» Луцилия.
Именно в «кружке Сципиона» возникла в 150-е годы до н. э. концепция «смешанного государственного строя», изложенная в VI книге «Всеобщей истории» Полибия. Цицерон называет её автором Публия Корнелия. Согласно этой концепции, в политическом строе Римской республики успешно сочетались элементы трёх основных по версии Платона и Аристотеля форм государственного устройства — демократии, монархии и аристократии. Первая из этих форм находила своё воплощение в народном собрании, вторая — в институте консулата, третья — в сенате. В результате греческая классификация была наполнена конкретным римским содержанием.

### Начало военной карьеры
Сципион Эмилиан начал свою карьеру в 151 году до н. э., когда ему было 33 или 34 года. В это время очередные консулы, Луций Лициний Лукулл и Авл Постумий Альбин, попытались набрать армии для продолжения войны в испанских провинциях, но столкнулись с серьёзными трудностями: римляне, напуганные известиями о постоянных восстаниях на Пиренейском полуострове и о поражениях, которые несли провинциальные войска, старались всеми способами избежать набора. Особенно драматичным было отсутствие молодых аристократов, которые захотели бы отправиться в Испанию в качестве военных трибунов (при том, что обычно было по нескольку претендентов на каждую такую должность).
В этой ситуации Публий Корнелий объявил о своей готовности ехать на Пиренеи вместе с любым из консулов. Именно тогда его звали к себе македоняне для улаживания внутренних распрей, и эта миссия обещала быть достаточно комфортной и безопасной, но Сципион решил, что Риму он нужнее на Западе. Это его заявление стало полной неожиданностью и возымело действие: консулы смогли, наконец, набрать людей и отправиться в свои провинции. Впрочем, в историографии существует мнение, что симпатизировавшие Публию Корнелию Полибий и Аппиан несколько исказили факты: они могли сгустить краски, изображая исходную ситуацию, и преувеличить значение Сципиона для благополучного исхода дела.

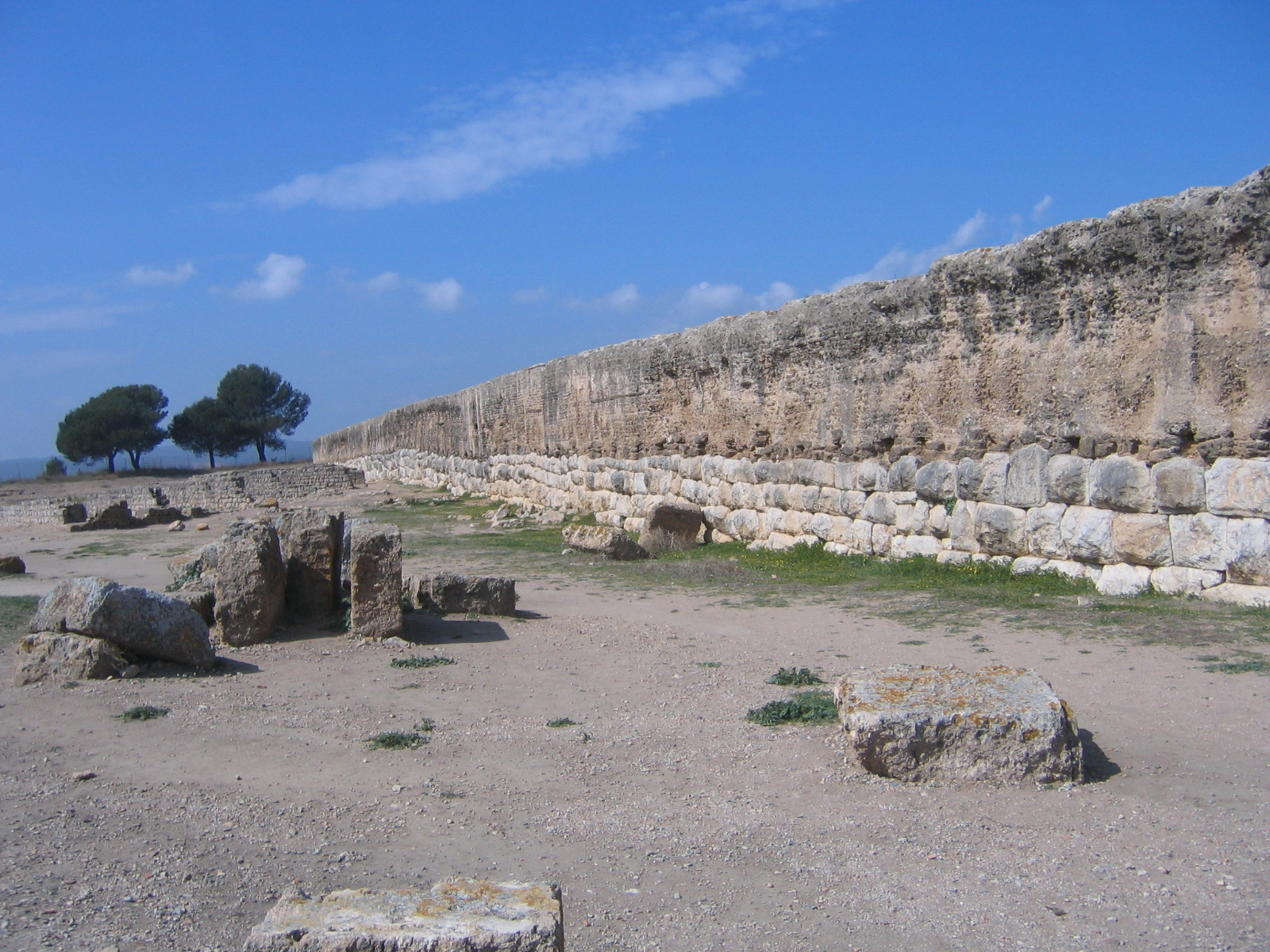
Римская крепостная стена в Эмпорионе

Публий Корнелий оказался в армии Лукулла, которому выпало управлять Ближней Испанией. Согласно эпитоматору Ливия, Сципион был военным трибуном; согласно Аппиану, Луцию Ампелию и Псевдо-Аврелию Виктору — легатом. Полибий ограничивается нейтральной формулировкой («в звании или трибуна, или легата»). Автор классического справочника Р. Броутон считает более вероятным первый вариант, немецкий исследователь Г. Симон — второй.
Кампания 151 года до н. э. получилась крайне скандальной. Предшественник Лукулла успел заключить почётный мир с врагом, но новый наместник, жаждавший славы и добычи, развязал войну с дружественным Риму племенем ваккеев. Он смог благодаря вероломному приёму взять город Каука, население которого перебил, но с жителями Интеркатии после серии боёв заключил соглашение, а от Палантии был вынужден отступить с потерями.
Сципион Эмилиан упоминается только в связи с осадой Интеркатии. Один ваккейский всадник каждый день выезжал из города, чтобы вызвать кого-нибудь из римлян на поединок; наконец, Публий Корнелий после долгих размышлений принял вызов. В конном поединке он «счастливо одолел этого огромного мужа», и эта победа подняла дух римской армии, а на противника подействовала противоположным образом. Вскоре осаждающие пробили брешь в стене и прорвались в город; первым был Сципион Эмилиан, получивший за этот подвиг «стенной» венок (corona muralis). Впрочем, римляне были тут же оттеснены в какой-то искусственный резервуар для воды и там большей частью перебиты, но Публий Корнелий смог прорваться к своим. Именно во время этого боя он мог спасти жизнь некоему Марку Алиеннию Пелигну, прикрыв его щитом, а потом убив его противника (этот эпизод упоминает Цицерон в своих «Тускуланских беседах» ).
В ходе затянувшейся осады обе стороны терпели серьёзные трудности из-за нехватки продовольствия. В конце концов, было заключено соглашение, причём со стороны Рима его подписал Сципион: предположительно, ваккеи доверяли ему как храброму воину либо помнили о наместничестве в Ближней Испании его отца в 191—189 годах до н. э. Армия Лукулла получила 10 тысяч плащей, какое-то количество скота и 50 заложников.
Сципион, стремившийся в ходе этой кампании создать себе репутацию доблестного военного, для которого превыше всего интересы Рима, явно не одобрял вероломное поведение Лукулла. При этом в силу обстоятельств, связанных с воинским набором, Публий мог обладать большим влиянием в консульской армии, чем обычный легат или военный трибун. Предположительно, именно поэтому Лукулл принял решение об отправке Сципиона в союзную Риму Нумидию за слонами и конницей. Эта поездка могла состояться как до осады Интеркатии (Г. Симон предполагает даже, что Публий Корнелий направился в Африку прямо из Рима), так и после неё.
Царь Нумидии Массинисса в это время вёл войну с Карфагеном. Публий Корнелий приехал к царю в канун большого сражения, за которым наблюдал «с высоты, как в театре».

И часто позднее он говорил, что, участвуя во всевозможных сражениях, он никогда так не наслаждался: ибо, говорил он, на одно это сражение, где сошлись на битву 110 тысяч мужей, он смотрел беззаботно. И, применяя несколько возвышенный тон, он говорил, что только двое до него видели подобное зрелище во время Троянской войны. Зевс с горы Иды и Посейдон с Самофракии.
— Аппиан. Пунические войны, 71
Сражение закончилось победой нумидийцев. Карфагеняне, узнав, что в расположении вражеской армии находится внук Сципиона Африканского, попросили его стать посредником при заключении мира. Публию Корнелию почти удалась эта миссия: Карфаген согласился уступить Массиниссе спорную территорию вокруг города Эмпории и выплатить контрибуцию (200 талантов серебром сразу и ещё 800 позже), но отверг требование о выдаче заложников. В результате мир не был заключён. В историографии отмечают, что попытка Публия Корнелия урегулировать конфликт шла вразрез с основными принципами римской политики в Африке: римляне последовательно стремились обострить ситуацию в этом регионе, для чего подталкивали нумидийцев к новым территориальным захватам.
У Массиниссы Публию Корнелию был обеспечен самый лучший приём, поскольку именно семье Сципионов царь был обязан своим престолом. Публий получил и слонов, и вспомогательные войска, которые привёл к Лукуллу. В дальнейшем наместник направил на отражение набега лузитанов «своих лучших командиров», среди которых мог быть и Сципион.
В конце лета 150 года до н. э. Сципион уже был в Риме. Известно, что он «ради Полибия» уговорил Катона высказаться в сенате за то, чтобы разрешить ахейским заложникам вернуться на родину. Марк Порций тогда сказал: «— Как будто не зная, чем заняться, сидим мы целый день и рассуждаем о том, наши ли могильщики или ахейские погребут греческих старцев». В результате заложники смогли вернуться домой

### Третья Пуническая: военный трибун

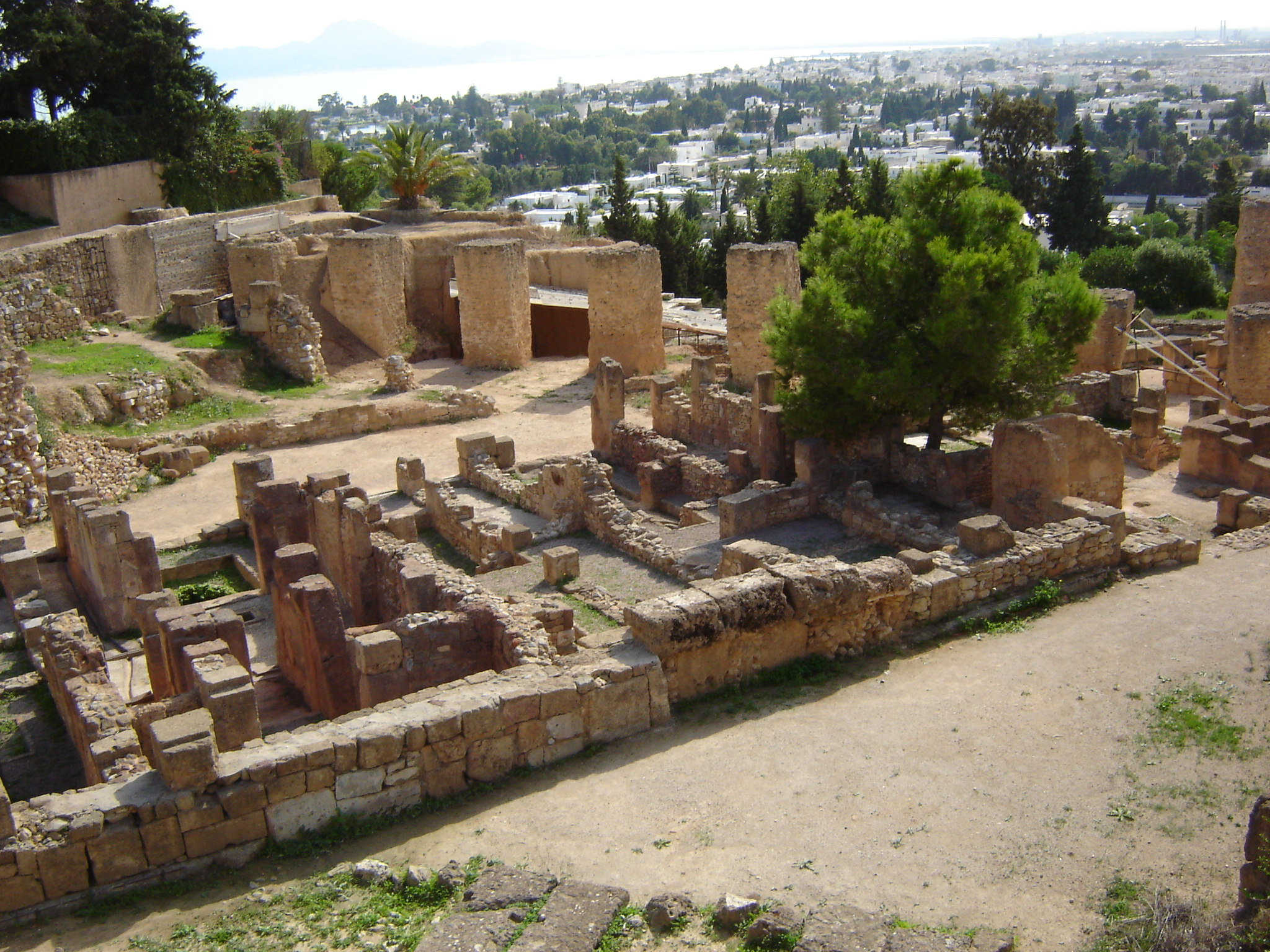
Развалины финикийского квартала на холме Бирса

В 149 году до н. э. Рим, используя как предлог очередное столкновение между Нумидией и Карфагеном, объявил последнему войну. Публий Корнелий добился своего избрания военным трибуном; поскольку Африка считалась своеобразной «наследственной провинцией» Сципионов, вместе с ним в составе армии, которая должна была взять и разрушить Карфаген, находились его кузены Публий Корнелий Сципион Назика Серапион и Гней Корнелий Сципион Хиспан. Эта армия под командованием консулов Мания Манилия и Луция Марция Цензорина высадилась в Утике и начала осаду Карфагена; сенат отдал тайный приказ не прекращать войну, пока город не будет разрушен.
Противник оказал неожиданно энергичное сопротивление и отбил попытки римлян взять Карфаген с налёта. Началась затяжная война, в которой осадной римской армии пришлось действовать как против Карфагена, так и против полевых войск противника. Манилий и Цензорин были не слишком компетентными полководцами; в этой ситуации предметом всеобщего внимания стали успешные действия Сципиона Эмилиана. Публий Корнелий впервые заставил говорить о себе после попытки римлян прорваться в город через брешь в стене осенью 149 года до н. э. Он с самого начала не верил в успех, а потому разместил свой отряд рядом с проломом с внешней стороны стены. Штурмовой отряд был отброшен противником, и только благодаря прикрывшему отход Сципиону Эмилиану не был перебит полностью. По словам Аппиана, в этот день Сципион «оказался более дальновидным и осторожным, чем консул».
Вскоре один из консулов, Цензорин, уехал в Рим, и карфагеняне стали действовать ещё энергичнее. В ходе одного ночного нападения на лагерь Манилия они преодолели ров и начали разрушать вал, вызвав у римлян панику. Публий Корнелий снова спас положение: он вывел через дальние от места атаки ворота конницу и ударил в тыл врагу, так что тому пришлось отступить.
После этих событий Маний Манилий развернул действия в глубине страны. Его армия грабила вражеские земли, собирая продовольствие, фураж и строительный материал. При этом лёгкая конница противника под командованием Гимилькона Фамеи постоянно нападала на римлян, нанося чувствительные потери. Больше всего страдали от этих нападений отряды фуражиров, которыми поочерёдно командовали военные трибуны. Но Сципион Эмилиан поднял дисциплину в своих отрядах на такую высоту и так умело организовывал фуражировку, что нападать на него Фамея не решался. В связи с этим сослуживцы Публия Корнелия начали из зависти распространять слухи, будто между ним и Фамеей существуют дружеские отношения.
В отличие от других трибунов, Публий Корнелий, принимая капитуляцию у местных жителей, всегда держал данное слово и даже провожал сдавшихся до укреплённых городов; поэтому с определённого момента ливийцы соглашались сдаваться только ему. Сразу по возвращении в лагерь под Карфагеном Сципион снова смог отличиться: осаждённые напали ночью на укрепление рядом с гаванью, а Публий вывел из лагеря 640 всадников с факелами и организовал столь убедительную демонстрацию, что противник отступил, боясь попасть в окружение.
Позже Маний Манилий решил двинуться на Неферис, против карфагенского военачальника Гасдрубала Боэтарха. Сципион высказывался против этого похода, ссылаясь на неровный рельеф местности и на то, что все возвышенности заняты противником, но не был услышан. Перед сражением в штабе командующего разгорелась острая дискуссия: Публий Корнелий выступил против предложения форсировать реку и подняться на противоположный крутой берег, где стоял неприятель. Он предложил хотя бы построить лагерь на этом берегу, где можно было бы занять оборону в случае неудачи, но был обвинён другими трибунами в трусости. Один из его оппонентов «даже грозил бросить меч, если будет командовать не Манилий, а Сципион».
Дальнейший ход событий подтвердил опасения Публия Корнелия: перейдя реку, римляне вынуждены были снова отступить, поскольку Гасдрубал занял неприступные позиции; враг контратаковал, и в результате армия Манилия понесла серьёзные потери (в том числе погибли трое трибунов). Последствия могли быть намного хуже, если бы Сципион во главе конницы не прикрыл отход. Правда, несколько когорт, потеряв связь с остальными силами, не смогли перейти реку и заняли круговую оборону на одном из холмов. Эпитоматор Ливия пишет о двух когортах, автор элогия Сципиона и Плиний Старший о трёх, Аппиан о четырёх, Псевдо-Аврелий Виктор — о восьми. Некоторые офицеры считали, что этот отряд нужно бросить на произвол судьбы, но Публий Корнелий был иного мнения. С конницей он опять переправился на другой берег, занял одну из возвышенностей и заставил врага отойти, после чего вернулся к своим вместе с отставшими когортами. За этот подвиг Сципион получил специальную воинскую награду «за спасение римского войска» — corona obsidionalis, или corona obsidionalis graminea, или corona obsidionalis aurea.
Вскоре после возвращения армии из неферисского похода в лагерь прибыла сенатская комиссия из Рима. Она услышала похвалы в адрес Публия Корнелия и от командующего, и от других трибунов, и от рядового состава армии, так что, «вернувшись, послы повсюду распространили славу об опытности и счастье Сципиона и о привязанности к нему войска».

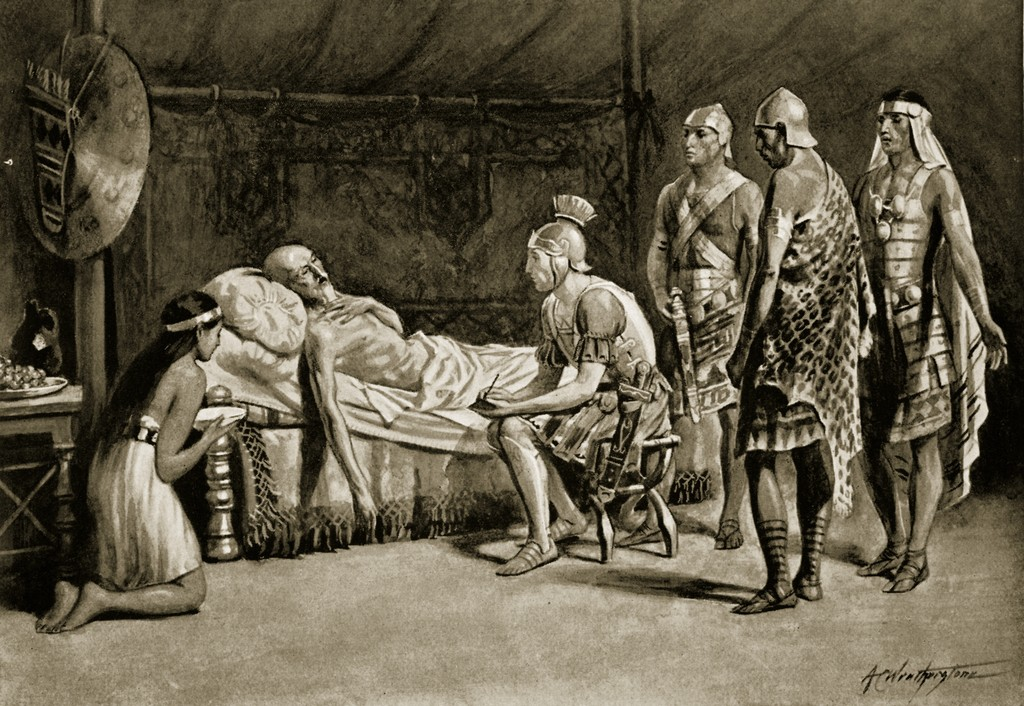
Сципион Эмилиан у смертного ложа Массиниссы

В это время (148 год до н. э.) Публия Корнелия призвал к себе умиравший Массинисса, который хотел посоветоваться с внуком своего покровителя Сципиона Африканского о разделе наследства между сыновьями. Публий не застал царя живым. Но последний перед смертью завещал своим многочисленным потомкам подчиниться тому решению проблемы, которое предложит римлянин. Сципион Эмилиан использовал эту уникальную ситуацию для того, чтобы максимально ослабить Нумидию: раздав ценные дары всем внебрачным детям умершего, он разделил власть между тремя законными сыновьями. Старший, Миципса, получил столицу Цирту и, предположительно, формальную верховную власть; второй, Гулусса, получил контроль над внешней политикой, а третий, Мастанабал, — судебную власть.
Гулусса тут же присоединился к римской армии с отрядами прославленной нумидийской конницы. Это сказалось на ходе войны: командир карфагенской конницы Гимилькон Фамея осознал бесперспективность дальнейшей борьбы и перешёл на сторону Рима. Согласно Аппиану, сначала произошла личная встреча Фамеи и Сципиона Эмилиана, в ходе которой последний гарантировал карфагенянину личную безопасность и «благодарность». Позже, когда Маний Манилий во второй раз двинулся на Неферис, Фамея явился к нему и привёл с собой 2200 всадников. Это стало главным положительным результатом похода; известно, что Сципион снова помог своей армии, организовав конный рейд и обеспечив солдат продовольствием. В результате, по словам Аппиана, римляне уже начали молиться о назначении Публия Корнелия командующим: они были уверены, что только этот полководец сможет взять Карфаген.
Мания Манилия во главе армии сменил Луций Кальпурний Пизон Цезонин. Манилий же ещё до своего отбытия в Рим направил туда Фамею и Сципиона. Последнего встретил восторженный приём; известно, что престарелый Катон охарактеризовал его с помощью стиха из «Одиссеи»: «Он лишь с умом; все другие безумными тенями реют».

### Третья Пуническая: командующий
Сципион Эмилиан планировал в 147 году до н. э. получить первую из гражданских курульных магистратур — эдилитет. Но из Африки приходили известия о постоянных поражениях; возмущённый этим римский плебс всё больше убеждался в том, что спасти ситуацию может только один человек — Публий Корнелий. Поэтому, когда последний явился в народное собрание, чтобы официально выдвинуть свою кандидатуру в эдилы, он неожиданно для себя был избран консулом. Председатель собрания указал голосующим на нарушение закона Виллия, согласно которому соискателю должно было быть не меньше 42 лет (Сципиону было 36 или 37), но «они настойчиво просили и требовали и кричали, что по законам Туллия и Ромула народ полновластен в выборах властей и в том, чтобы признать не имеющим или имеющим силу всякий из законов относительно них, какой он хочет». Один из народных трибунов пригрозил, что остановит выборы, если воля плебса не будет исполнена; после этого сенату пришлось на год приостановить действие lex Villia.
Коллегой Сципиона по консулату стал плебей Гай Ливий Друз, отец которого тоже был по крови патрицием Эмилием; согласно одной из гипотез, консулы были двоюродными братьями. Несмотря на это гипотетическое родство, Друз потребовал раздела провинций по жребию — видимо, он претендовал на командование в Африке. Но один из народных трибунов добился раздела путём голосования, и народ единодушно отдал Африку Сципиону; по другой версии, это решение было принято сенатом.
Новый командующий весной 147 года до н. э. переправился в Утику с подкреплением для армии. Его сопровождали двоюродный брат и шурин Тиберий Семпроний Гракх, Гай Фанний, Полибий. В Утике Сципион узнал, что отряд Луция Гостилия Манцина, прорвавшийся было на улицы Карфагена со стороны моря, оттеснён к стене и вот-вот будет уничтожен; уже наутро Сципион отправился на кораблях на помощь, подоспел в критический момент и эвакуировал воинов Манцина.
Приняв командование, Публий Корнелий начал с укрепления дисциплины: он не надеялся «когда-либо одолеть врагов, если не одолеет собственных воинов», привыкших под командованием Пизона «к лености, жадности и грабежам». Сципион изгнал из лагеря скупщиков награбленного и прочих торговцев, заставил солдат избавиться от ненужных им предметов роскоши, запретил им самовольные отлучки и походы за добычей, внушил подчинённым «спасительный страх». В отличие от своих предшественников, он сосредоточил все силы против Карфагена, не отвлекаясь на другие города Африки.
Первой пробой сил стала ночная атака Мегар — северо-восточного предместья Карфагена. Римляне были отражены от стен, но смогли занять стоявшую рядом башню, принадлежавшую частному лицу, а с неё по сооружённому помосту перебрались на городские укрепления. Четырёхтысячный отряд ворвался в Мегары, и в городе началась паника: защитники бежали в Бирсу. Но Сципион не стал развивать успех. Боясь, что его легионы понесут неоправданно высокие потери в боях в этой части города, изрезанной изгородями и каналами, он приказал отступить.
После этих событий армия противника под командованием Гасдрубала укрылась в городе. Публий Корнелий занял и сжёг внешний лагерь врага и перекопал перешеек, соединявший Карфаген с материком, двумя рвами длиной в 25 стадиев каждый. Эти рвы были соединены двумя поперечными рвами, так что получился четырёхугольник, в центре которого находился римский лагерь. В результате осаждённые уже не могли получать помощь и продовольствие со стороны суши; в городе начался голод. Чтобы блокировать Карфаген и с моря, римляне построили дамбу, закрывавшую гавань. Но защитники города смогли прокопать новый выход из гавани и через него спустить на воду целый флот, включавший 50 кораблей. Для Сципиона это стало полной неожиданностью. Тем не менее в ожесточённом морском сражении римляне одержали победу, а после этого смогли занять мол рядом с входом в гавань. Карфагеняне той же ночью отбили мол, и в рядах римской армии вспыхнула полноценная паника, так что Публию Корнелию, который лично участвовал в отражении атаки, пришлось приказать убивать бегущих. В конце концов в боях за мол победили римляне, построившие здесь кирпичную стену и организовавшие непрерывный обстрел города. После этого наступил перерыв в активных действиях под Карфагеном, продлившийся с лета 147 до весны 146 гг. до н. э.

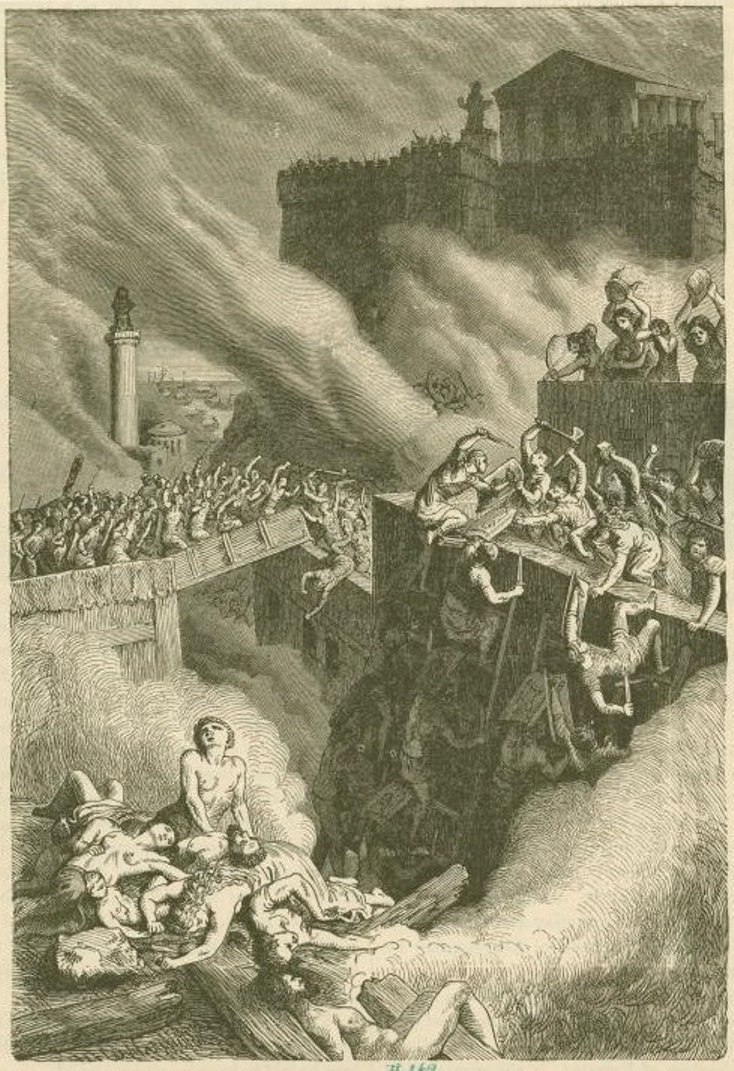
Штурм Карфагена (рисунок XIX века)

В конце 147 года Сципион сконцентрировал усилия на последних очагах сопротивления за пределами Карфагена. Сначала были атакованы Неферис и находившийся рядом с ним лагерь армии, которой командовал Диоген. Штурм лагеря возглавил лично консул. Здесь была одержана полная победа, причём, по данным Аппиана, погибли 70 тысяч карфагенян, а ещё 10 тысяч попали в плен. После этого римляне взяли и Неферис; остальные города Ливии сдались, так что Карфаген остался в одиночестве.
Предположительно именно на этом этапе войны Гасдрубал предложил римлянам капитуляцию Карфагена в обмен на пощаду для горожан. Сципион выслушал это предложение, переданное ему через Гулуссу, со смехом, но, поскольку его консульский год заканчивался, а преемник мог получить всю славу победителя, постарался использовать единственный шанс: он предложил Гасдрубалу личную безопасность и возможность взять с собой 10 талантов серебра в обмен на сдачу города без каких-либо условий. Тот ответил отказом.
Преемника Сципиону не прислали: народное собрание продлило его полномочия на следующий год, 146 до н. э. Весной начались решающие бои за Карфаген. Римляне смогли захватить гавань Котон и близлежащую площадь; затем они начали планомерное наступление вдоль трёх узких улиц, которые вели от этой площади к Бирсе. Эти улицы были застроены шестиэтажными домами. Римляне двигались как по улице, так и из дома в дом, перебрасывая между окнами и крышами брёвна и доски. «Всё было полно стонов, плача, криков и всевозможных страданий, так как одних убивали в рукопашном бою, других ещё живых сбрасывали вниз с крыш на землю, причём иные падали на прямо поднятые копья, всякого рода пики или мечи». Прибыв на место этой схватки и оценив ситуацию, Сципион Эмилиан приказал поджигать дома и расчищать путь вслед за пожаром.

И тут представлялось зрелище других ужасов, так как огонь сжигал всё и перекидывался с дома на дом, а воины не понемногу разбирали дома, но, навалившись всей силой, валили их целиком. От этого происходил ещё больший грохот, и вместе с камнями падали на середину улицы вперемешку и мёртвые и живые, большей частью старики, дети и женщины, которые укрывались в потайных местах домов; одни из них раненые, другие полуобожжённые испускали отчаянные крики. Другие же, сбрасываемые и падавшие с такой высоты вместе с камнями и горящими балками, ломали руки и ноги и разбивались насмерть. Но это не было для них концом мучений; воины, расчищавшие улицы от камней, топорами, секирами и крючьями убирали упавшее и освобождали дорогу для проходящих войск; одни из них топорами и секирами, другие остриями крючьев перебрасывали и мертвых и ещё живых в ямы, таща их, как бревна и камни, или переворачивая их железными орудиями: человеческое тело было мусором, наполнявшим рвы. Из перетаскиваемых одни падали вниз головой и их члены, высовывавшиеся из земли, ещё долго корчились в судорогах; другие падали ногами вниз, и головы их торчали над землею, так что лошади, пробегая, разбивали им лица и черепа, не потому, чтобы так хотели всадники, но вследствие спешки, так как и убиральщики камней делали это не по доброй воле; но трудность войны и ожидание близкой победы, спешка в передвижении войск, крики глашатаев, шум от трубных сигналов, трибуны и центурионы с отрядами, сменявшие друг друга и быстро проходившие мимо, все это вследствие спешки делало всех безумными и равнодушными к тому, что они видели.
— Аппиан. Римская история, Пунические войны, 128
.
Это продолжалось семь дней. Римские части постоянно сменяли друг друга, а Публий Корнелий оставался на поле боя, без сна и отдыха. Наконец, на седьмой день к нему пришли жрецы храма Эшмуна с просьбой подарить жизнь всем, кто хочет выйти из Бирсы. Сципион ответил согласием. Этим воспользовались, согласно Аппиану, 50 тысяч человек, согласно Орозию, 55 тысяч (30 тысяч мужчин и 25 тысяч женщин), согласно Флору — 36 тысяч воинов. Остались только 900 римских перебежчиков в храме Эшмуна, стоявшем на отвесной скале, а с ними — Гасдрубал, его жена и двое детей. Защитники храма не могли держаться долго, поскольку у них не было продовольствия. Они оставили внешнюю ограду и перебрались в здание, а Гасдрубал, бросив семью, пришёл к римлянам. Сципион усадил его у своих ног; перебежчики, увидев это, осыпали Гасдрубала «всяческой бранью и упрёками» и подожгли храм. Их гибель в огне означала, что Карфаген пал.

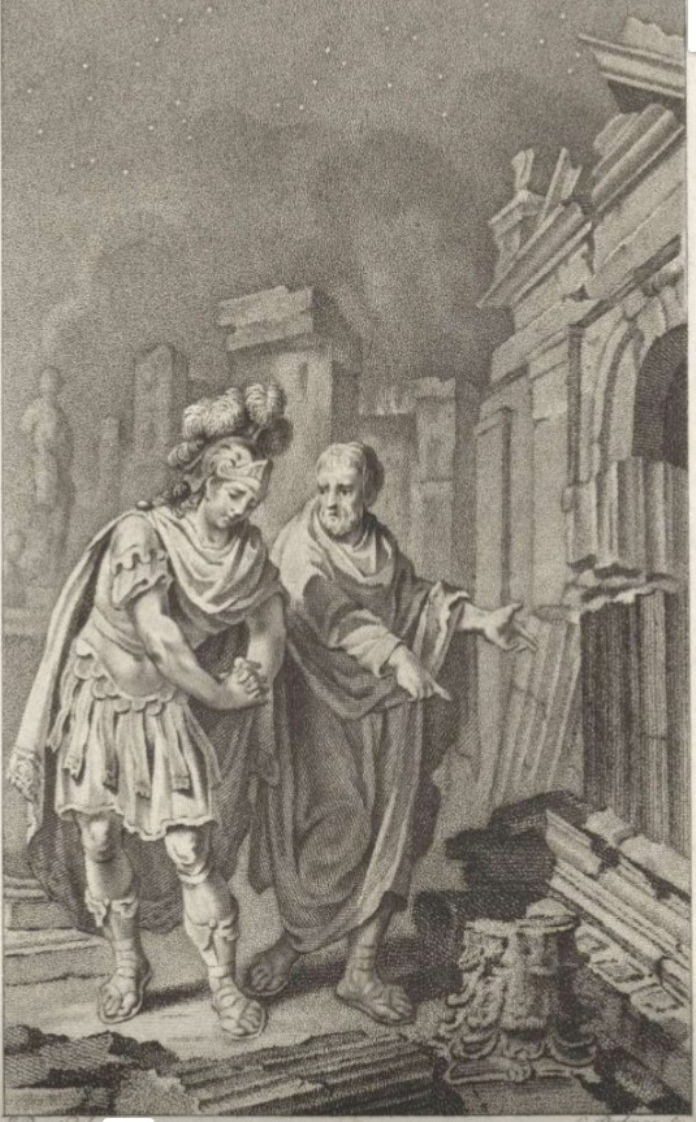
Сципион Эмилиан и Полибий на руинах Карфагена (гравюра 1797 года)

Город горел 17 дней. Полибий сообщает, что глядевший на грандиозный пожар Сципион Эмилиан заплакал от жалости к гибнущему городу. Проконсул процитировал «Илиаду»:

Будет некогда день, и погибнет священная Троя,

С ней погибнет Приам и народ копьеносца Приама.
— Полибий. Всеобщая история, XXXIX, 5, 1.
Полибию Публий Корнелий сказал: «Я терзаюсь страхом при мысли, что некогда другой кто-нибудь принесёт такую же весть о моём отечестве».
В Риме лаконичное сообщение Сципиона Эмилиана о долгожданной победе («Карфаген взят, жду ваших приказаний») вызвало всеобщее ликование. Была выслана специальная сенатская комиссия, которая совместно с проконсулом организовала новую римскую провинцию — Африка. Место, на котором находился Карфаген, было проклято, перепахано и засеяно солью, и селиться на нём запрещалось; другие города, воевавшие с Римом, тоже были разрушены, а их земли римляне распределили между своими союзниками. Сципион в честь своей победы принёс жертвы Марсу и Минерве и организовал игры, в ходе которых отдал на растерзание диким зверям перебежчиков и дезертиров.
По возвращении в Рим в конце 146 года до н. э. Публий Корнелий отпраздновал блестящий триумф, почти совпавший по времени с триумфом Квинта Цецилия Метелла над македонянами и Луция Муммия над ахейцами. По словам Аппиана, это был «самый блестящий из всех бывших триумф с большим количеством золота, статуй и храмовых приношений, которые карфагеняне за долгое время и при постоянных победах свезли со всего света в Ливию». К имени Сципиона теперь было добавлено почётное прозвание Африканский, которое когда-то носил его дед.

### Вершина карьеры

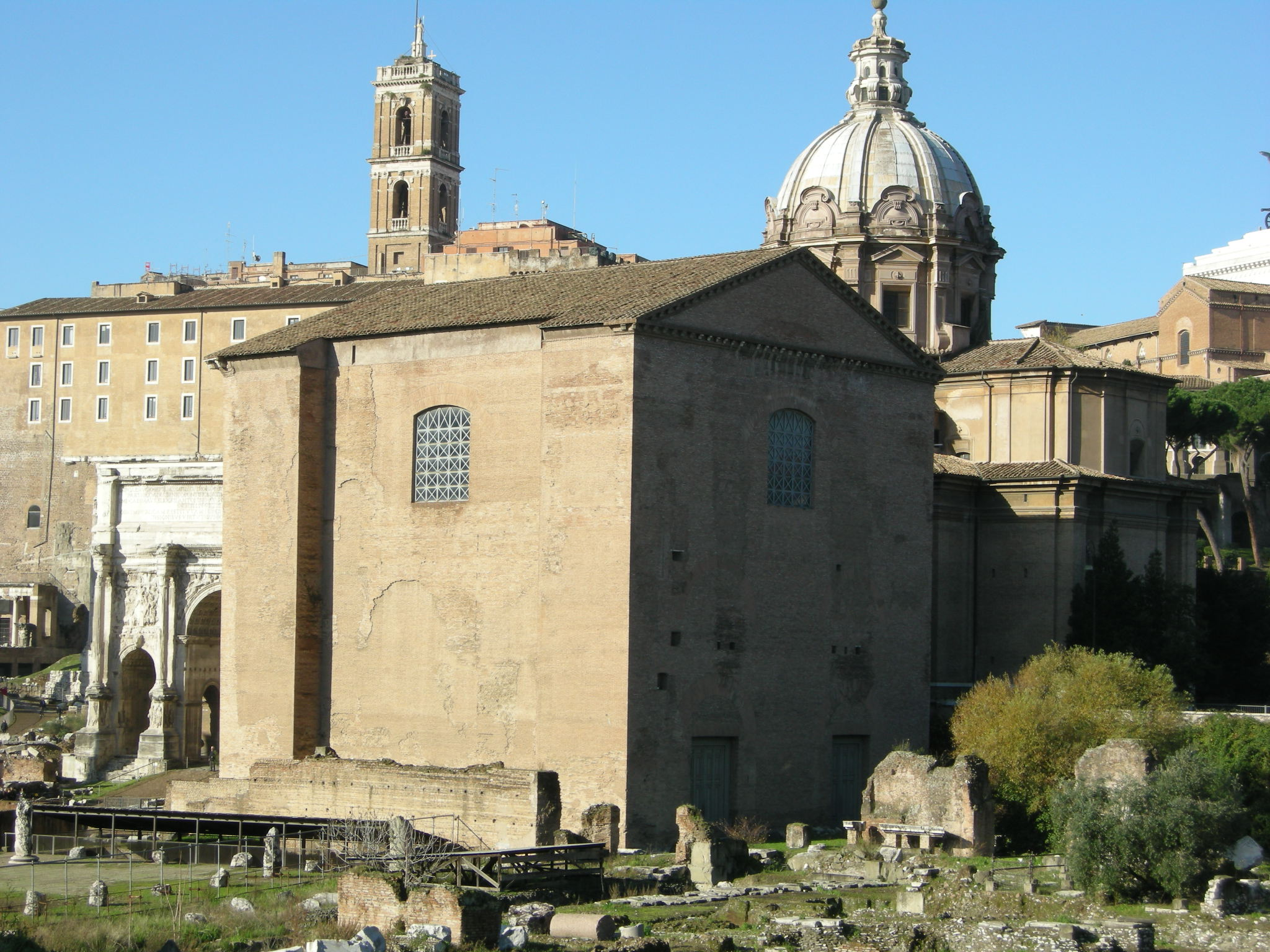
Курия Юлия (построена на Римском форуме на месте Гостилиевой курии, где заседал римский сенат во времена Республики)

После взятия Карфагена Публий Корнелий стал одним из самых авторитетных политиков Рима. Он пользовался любовью народа, был популярен у всадников; вокруг него оформилась влиятельная сенатская «фракция», к которой принадлежали, в частности, трое консулов из десяти за первое послевоенное пятилетие. При этом Сципион Эмилиан не стал самым могущественным человеком в республике, как это было с его приёмным дедом в 190-е годы до н. э.: его воинская слава не была настолько же уникальной, а в сенате доминировала враждебная ему «партия», которую возглавляли братья Цепионы (Квинт и Гней), Квинт Цецилий Метелл Македонский, Аппий Клавдий Пульхр. Поэтому даже одним из консулов 145 года до н. э., сразу после триумфа, был избран Луций Гостилий Манцин, оспаривавший у Сципиона его славу покорителя Карфагена.
Врагом Публия Корнелия до самой его смерти был Метелл Македонский, хотя источники подчёркивают исключительно политический характер противоречий между этими двумя нобилями. Согласно Валерию Максиму, «их разногласия, проистекавшие из соперничества в доблестях, привели к тяжёлой, ставшей широко известной вражде».
Эта вражда нашла своё выражение, в частности, в двух эпизодах, связанных с Луцием Аврелием Коттой, консулом 144 года до н. э. и политическим союзником Метелла. Во время консулата и Котта, и его коллега Сервий Сульпиций Гальба претендовали на командование в Дальней Испании в войне против Вириата. Мнения в сенате по этому вопросу разделились, и тогда обратились к Сципиону Эмилиану, который заявил: «Я думаю, что туда не стоит посылать ни того, ни другого, ибо у первого ничего нет, а второго ничто не насытит». В результате были продлены полномочия тогдашнего проконсула — Квинта Фабия Максима Эмилиана, брата Сципиона. Позже Публий Корнелий привлёк Луция Аврелия к суду по обвинению в вымогательстве; Метелл Македонский защищал Котту и добился его оправдания. Со своей стороны, Квинт Цецилий, Луций Цецилий Метелл Кальв и два Цепиона объединились против Квинта Помпея, принадлежавшего одно время к окружению Сципиона Эмилиана, и обвинили его во взяточничестве. Помпей тоже был оправдан; в обоих случаях источники называют причиной такого решения судей их стремление показать, что авторитет обвинителя не может влиять на результат процесса. Известно также, что Метелл Македонский был «рьяным недругом» Луция Фурия Фила, ближайшего друга Публия Корнелия.
В 142 году до н. э. Сципион Эмилиан выдвинул свою кандидатуру в цензоры. Его конкурентом был Аппий Клавдий Пульхр. Публий Корнелий победил благодаря своей популярности у народа, хотя отказался от традиционных методов агитации; в частности, он не приветствовал избирателей по имени, как это было принято. Коллегой Сципиона по цензуре стал ещё один недавний триумфатор, Луций Муммий Ахаик, и такой подбор коллег все источники называют крайне неудачным. Муммий и Корнелий были очень разными людьми с разными политическими интересами; первый был склонен к компромиссам, особенно в отношениях с нобилитетом, а второй, непримиримый враг аристократической «партии» Клавдиев, был намерен бороться с «пороками» по образцу Катона Цензора. Отношение Сципиона Эмилиана к Луцию Муммию характеризуется его фразой, произнесённой то ли в сенате, то ли в народном собрании: «Что мне дали коллегу, что нет, безразлично!»
В источниках сохранилось несколько примеров «нравственного суда» Публия Корнелия в качестве цензора. Сципион записал в эрарии (низшее сословие) Тиберия Клавдия Азелла за мотовство; лишил молодого всадника его коня за пародирование воинской доблести (тот ещё во время Третьей Пунической войны устроил пир, на котором подавали медовый пирог под названием «Карфаген»); вынес порицание Публию Сульпицию Галлу за легкомысленную одежду (тот носил тунику с рукавами). Всадника Гая Лициния Сацердота Публий Корнелий уличил в клятвопреступлении, но не стал его наказывать, поскольку не нашёл других свидетелей. Были и другие многочисленные порицания. Луций Муммий отменил некоторые распоряжения своего коллеги — в частности, санкции против Азелла, и это, по распространённому тогда мнению, навлекло на Республику гнев богов. Сципион Эмилиан не скрывал презрительного отношения к Муммию. Это, в частности, проявилось в том, что последний не был приглашён на праздничный обед в честь освящения храма Геркулеса; современники осудили Сципиона за столь открытое пренебрежение коллегой.
Совместно с Муммием Публий Корнелий построил мост через Тибр (Pons Aemilius), продолжил украшать капитолийские храмы. В ходе проведённой цензорами переписи было насчитано 328 442 гражданина. Завершая люстр (торжественное жертвоприношение), Сципион Эмилиан произнёс новый, созданный им, вариант молитвы: он не попросил богов об увеличении достояния римского народа, а пожелал, чтобы сохранилось то, что уже есть. Этот текст, зафиксировавший неуверенность Сципиона в счастливом будущем Рима, использовался всеми последующими цензорами.
Сразу после цензуры Публий Корнелий был привлечён к суду Азеллом, занявшим должность народного трибуна (140 год до н. э.). Содержание иска неизвестно; процесс длился не менее пяти сессий и закончился оправданием Сципиона. К последующему времени относится участие Публия Корнелия в дипломатической миссии в Восточное Средиземноморье. Совместно с Луцием Цецилием Метеллом Кальвом и Спурием Муммием он побывал в Египте, в Сирии, в Азии, на Кипре и в Греции, во всех этих регионах восстанавливая старые связи и укрепляя союзы. Современники отметили простые манеры и дружелюбие послов. Точных датировок в источниках нет, но, поскольку в Пергаме послов принял царь Аттал II, умерший в 138 году до н. э., именно эта дата является самой поздней из возможных.
В своей внутриполитической деятельности Публий Корнелий стоял на умеренно консервативных позициях: так, известно, что в 145 году до н. э. член его «кружка» Гай Лелий провалил демократический законопроект о пополнении жреческих коллегий через народное голосование. С другой стороны, от имени того же Лелия «кружок» планировал выдвинуть законодательные инициативы по улучшению положения мелких землевладельцев Италии. Сохранилось только одно упоминание этих инициатив у Плутарха без уточнения их содержания. Точных датировок здесь нет: речь может идти о трибунате Лелия (151 год до н. э.), о его претуре (145 год) или консульстве (140 год), при этом исследователи не имеют существенных доказательств в пользу любого из вариантов. Слухи об ожидающихся реформах широко распространились и вызвали оппозицию со стороны знати. «Натолкнувшись на жестокое сопротивление могущественных граждан и боясь беспорядков», члены «кружка Сципиона» прекратили свою активность в этом направлении.
Уже по возвращении с Востока, в 137 году до н. э., Публий Корнелий принял активное участие в разработке Кассиева закона, вводившего тайное голосование на центуриатных комициях, которые рассматривали важнейшие уголовные дела. Принятие этого закона становилось серьёзным ударом по господству нобилитета, а потому реформаторы столкнулись с сильным сопротивлением. Когда народный трибун Антий Бризон наложил вето на законопроект, Сципион Эмилиан убедил его отступить, и благодаря этому закон был принят. В последующие несколько лет (137—135) влияние Публия Корнелия достигло апогея; и в этот же период достигла крайней остроты нумантинская проблема.

### Нумантинская война

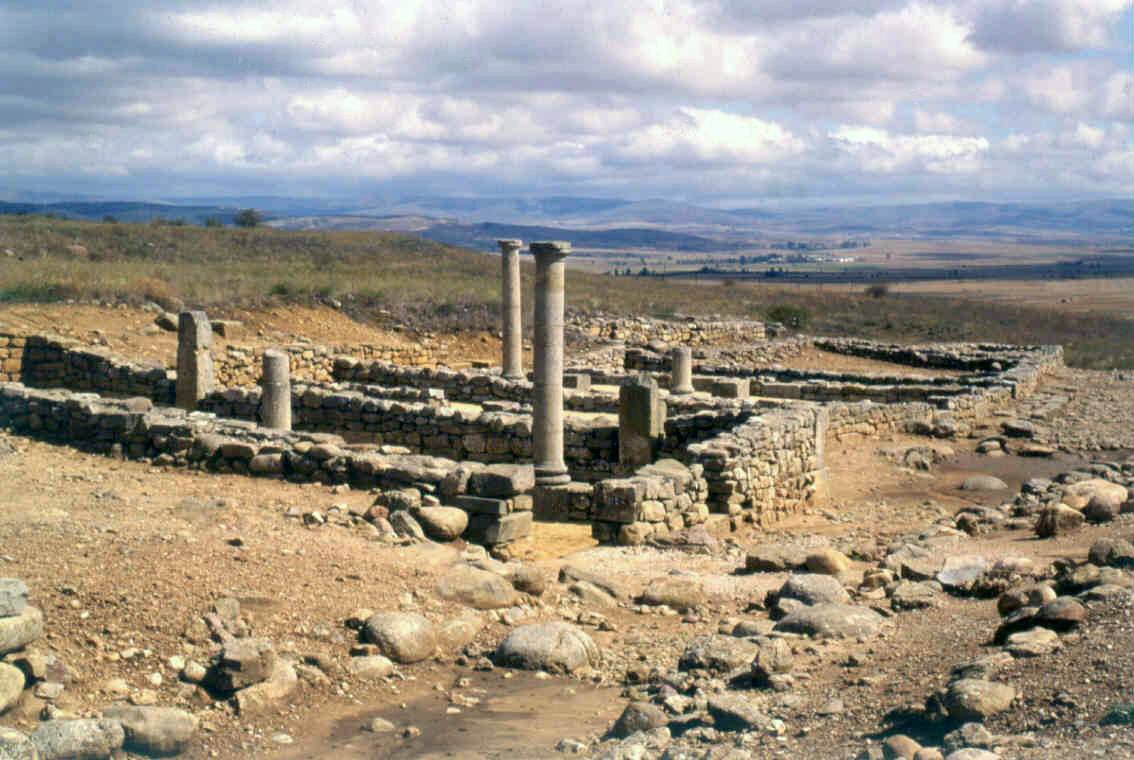
Развалины Нуманции

Начиная со 143 года до н. э. римские наместники Ближней Испании регулярно осаждали город ареваков Нуманция и не могли его взять. В 139 году Квинт Помпей, к тому времени рассорившийся со Сципионом Эмилианом, был вынужден заключить с нумантинцами выгодный для них мир, а в 137 году Гай Гостилий Манцин, тоже осадивший город, сам был окружён врагом и капитулировал. Его армия оставила нумантинцам всё оружие и имущество. Узнав об этом, сенат вызвал консула в Рим, чтобы изучить все обстоятельства дела; развернулась оживлённая и затяжная дискуссия о том, что делать с Манциновым договором и, в случае отказа от ратификации, что делать с людьми, которые его заключили. Сципион Эмилиан наряду со своим кузеном Сципионом Назикой Серапионом возглавил в сенате ту группировку, которая выступала за аннулирование соглашения и за то, чтобы выдать Манцина, его квестора и военных трибунов врагу. Публия Корнелия не остановил даже тот факт, что квестором, скрепившим договор своей подписью, был ещё один его двоюродный брат и родной брат его жены — Тиберий Семпроний Гракх.
Такую позицию Сципиона исследователи связывают как с его принципиальным неприятием компромиссов во взаимоотношениях с ещё непобеждёнными врагами, так и с неприязнью к роду Гостилиев — Гай Манцин был двоюродным братом Луция Манцина, претендовавшего на статус покорителя Карфагена. Консулы 136 года до н. э., Луций Фурий Фил и Секст Атилий Серран (оба они принадлежали к «кружку Сципиона»), внесли в сенат предложение расторгнуть Манцинов договор и выдать нумантинцам людей, его подписавших. Сенаторы, вставшие на сторону двух Сципионов, поддержали эту инициативу и обратились с соответствующей рекомендацией к народу; тот согласился выдать Гая Гостилия, тогда как Гракх и военные трибуны были освобождены от ответственности. В результате этих событий Тиберий Семпроний стал врагом Сципиона.
В двух следующих кампаниях римляне по-прежнему терпели неудачи под Нуманцией. В результате возникла всеобщая уверенность, что закончить эту войну победой сможет только один человек — Сципион Эмилиан. Сам он не добивался командования, но народ всё же избрал его консулом на 134 год до н. э. Согласно Валерию Максиму, избрание произошло неожиданно для Публия Корнелия, когда он явился на Марсово поле, чтобы поддержать претендовавшего на квестуру племянника. Сенат, поставленный перед фактом, легализовал это избрание задним числом и без жребия предоставил Сципиону Ближнюю Испанию в качестве провинции.
Дальнейшие события показали, что сенаторы, среди которых тогда доминировали политические противники Сципиона Эмилиана, не были настроены на сотрудничество с новым консулом. Они не разрешили Публию Корнелию набрать новую армию, сославшись на то, что в Ближней Испании войск достаточно и что в других провинциях тоже идут войны; кроме того, сенат отказался дать Сципиону денег. Поэтому Публию Корнелию пришлось использовать на нужды войны собственные средства и деньги, полученные от друзей. Он отправился на Пиренеи в сопровождении 4 тысяч добровольцев, включая элитный отряд в 500 человек, которых Сципион называл своими «друзьями». Известно, что с командующим были его брат Квинт Фабий Максим Эмилиан (легат), сын последнего Квинт Фабий Максим, получивший впоследствии агномен Аллоброгский (квестор), военные трибуны Публий Рутилий Руф, Семпроний Азеллион и (предположительно) Гай Семпроний Гракх (кузен и шурин командующего), всадник из Арпина Гай Марий, Полибий, Гай Луцилий. Вспомогательные отряды предоставили вассалы Рима — царь Нумидии Миципса (этим отрядом командовал царевич Югурта), этолийцы, Аттал III Пергамский, Антиох VII Сидет.
Предположительно в апреле 134 года до н. э. Публий Корнелий принял командование над провинциальной армией. Она к тому времени уже несколько лет подряд несла поражения; воинский дух и дисциплина находились на очень низком уровне. По словам Аппиана, солдаты вели «жизнь бездельную, полную мятежей и разгула». Консул принял меры для скорейшего исправления ситуации: он выгнал из лагеря всех торговцев, прорицателей, проституток, приказал воинам избавиться от повозок, вьючных животных и всего лишнего скарба, запретил пользоваться мягкими постелями, садиться во время похода на мулов. Источники сообщают о жёсткой критике Сципиона в адрес офицеров, привыкших к бесполезной роскоши. Так, Гаю Меммию, захватившему с собой на войну «охладительные чаши с украшением из каменьев, работы Ферикла», Публий Корнелий заявил: «Для меня ты негоден временно, для себя и государства — всегда» (некоторые исследователи с большей или меньшей долей уверенности отождествляют этого Меммия с народным трибуном 111 года, но, по другим мнениям, оснований для этого нет). Гаю Цецилию Метеллу (впоследствии Капрарию), четвёртому сыну Метелла Македонского, Сципион сказал: «Если твоя мать родит в пятый раз, она родит осла!»
На момент прибытия консула его армия насчитывала около 24 тысяч воинов. За счёт испанцев Публий Корнелий увеличил её численность до 60 тысяч человек. Сначала командующий ограничивался тренировкой своих людей: его целью было приучить солдат к длительным маршам и земляным работам. Преуспев в этом, Сципион начал действия против ваккеев, причём первое время был крайне осторожен из-за низкой боеспособности армии; надёжных сведениях о каких-либо крупных столкновениях на этом этапе войны в источниках нет. Осенью 134 года до н. э. римляне подошли, наконец, к Нуманции. Их целью, по-видимому, изначально было взять город измором.
Римляне построили два лагеря (в одном из них командиром стал Максим Эмилиан), обводную стену вокруг Нуманции, вырыли ров. Защитники города (их было всего около 4 тысяч) неоднократно пытались разрушить стену во время строительства, но осаждающие благодаря своему численному превосходству отбили все такие попытки. При этом нумантинцы постоянно провоцировали римлян на большое сражение, но Публий Корнелий игнорировал эти провокации. Такая осада продолжалась всю зиму. Нумантиец Ректуген смог пробраться наружу и обратился за помощью к другим городам ареваков; сочувствие он встретил только в одном городе, Лутии, но Сципион мгновенно отреагировал на это: 400 молодым людям, изъявившим готовность прийти на помощь Нумантии, он приказал отрубить руки.
Неудача миссии Ректугена означала, что Нуманция обречена. К лету в городе закончилось продовольствие, и голод довёл осаждённых до каннибализма. В июле послы нумантинцев попытались договориться со Сципионом о сдаче на умеренных условиях, но тот потребовал безоговорочной капитуляции. Предположительно после этого защитники города предприняли последнюю вылазку, чтобы умереть в бою; затем Нуманция сдалась. Многие горожане использовали полученную от римлян однодневную отсрочку для того, чтобы покончить с собой, а все остальные были проданы в рабство. Только 50 человек Публий Корнелий оставил для своего триумфа. Нуманция была разрушена, а её земли были разделены между соседними общинами. Публий Корнелий не стал дожидаться сенатской комиссии, которая должна была при его содействии установить порядок на завоёванных территориях: по завершении войны он уплыл в Италию.

### Борьба с «партией реформ»

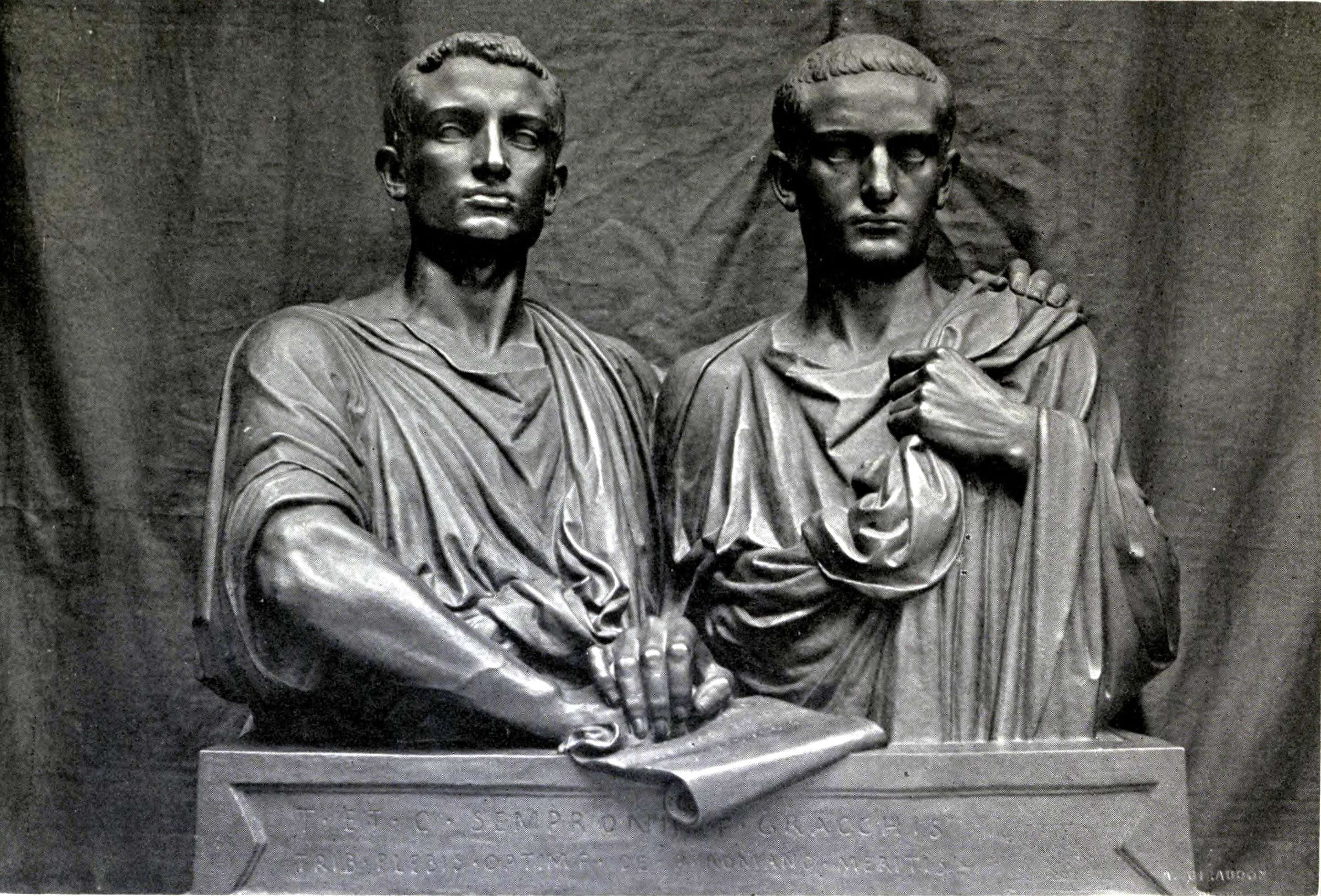
Эжен Гийом. Скульптура «Братья Гракхи», музей Орсе, Париж)

Пока Публий Корнелий покорял Нуманцию, внутриполитическая борьба в Риме достигла невиданной прежде остроты. Противники Сципиона Эмилиана активизировались сразу после его отъезда в Испанию: Публий Муций Сцевола стал консулом, Тиберий Семпроний Гракх добился своего избрания народным трибуном и, опираясь на поддержку своего тестя Аппия Клавдия Пульхра (последний был принцепсом сената), выдвинул проект аграрной реформы. Он предложил ограничить аренду ager publicus 500 югерами земли или тысячей югеров при наличии двух и более взрослых сыновей. Излишки подлежали изъятию и распределению между малоимущими гражданами в виде неотчуждаемых наделов, максимальная площадь которых могла составлять 30 югеров. Этот проект стал законом; для осуществления реформы была создана специальная комиссия из трёх человек (triumviri agris iudicandis assignandis) с очень широкими полномочиями, в которую вошли сам Тиберий, Пульхр и находившийся в армии Сципиона Гай Гракх.
Враги реформ во главе с ещё одним двоюродным братом Сципиона Эмилиана, Сципионой Назикой Серапионом, вскоре организовали расправу над Тиберием Гракхом и рядом его менее знатных сторонников. Теоретически Публий Корнелий и его окружение могли сочувствовать самой идее реформы, но им не могли нравиться радикальные методы политической борьбы Тиберия Семпрония; в частности, последний отрешил от должности своего коллегу, наложившего вето на его законопроект. Поэтому Сципион Эмилиан, узнав о гибели Гракха ещё во время осады Нуманции, выразил своё одобрение цитатой из Гомера: «Так да погибнет любой, кто свершит подобное дело».
Неизвестно, когда именно Публий Корнелий вернулся в Рим из Испании. По мнению Г. Симона, он должен был торопиться, поскольку знал, что «партия реформ» не разгромлена и что, в частности, аграрная комиссия продолжает свою работу. Поэтому уже в ноябре 133 года до н. э., к моменту консульских выборов, Сципион был в Риме и обеспечил избрание консулом своего друга, «нового человека» Публия Рупилия. Согласно другой версии, он вернулся только весной или летом 132 года до н. э.
Сенат предоставил Сципиону право на триумф и ещё одно почётное прозвище — Нумантийский (Numantinus). Триумф получился достаточно скромным, поскольку на войне не была захвачена богатая добыча; воины Публия Корнелия получили всего по 7 денариев, то есть примерно в 4 раза меньше, чем обычно в таких случаях. Вскоре после этого произошло первое столкновение Сципиона со сторонниками реформ. Либо Гай Семпроний Гракх и Марк Фульвий Флакк, либо Гай Папирий Карбон спросили недавнего триумфатора в народном собрании, что он думает о гибели Тиберия Гракха. Целью вопроса, по мнению историков, было «вбить клин между народом и его любимым героем», то есть Публием Корнелием. Последний ответил, что «если Гракх имел намерение захватить государство, то он убит по праву». Народ, услышав это, возмущённо закричал; тогда Сципион Эмилиан заявил: «Я не был напуган кличем вооружённых врагов, устрашить ли меня вам, кому Италия — мачеха?».
Вследствие этих событий Публий Корнелий потерял свою популярность у плебса. Это стало очевидным в 131 году до н. э., когда понадобилось назначить командующего в Пергамской войне; кандидатура Сципиона, выдвинутая в качестве альтернативы консулам этого года, получила голоса всего двух триб, и на войну отправился тесть Гая Гракха Публий Лициний Красс Муциан. Тем не менее Сципион сохранил определённое влияние на народ: когда Карбон выдвинул законопроект, разрешавший переизбрание народных трибунов (в 131 или 130 году до н. э.), Публий Корнелий выступил против этой инициативы, поддержанной Гаем Гракхом, и его мнение перевесило.
«Приверженцы Гая кричали: «Смерть тирану!» Сципион сказал: «Правильно, что, кто встаёт войной на отечество, тот хочет моей смерти, — ибо ни Риму пасть, пока стоит Сципион, ни Сципиону жить, когда Рим падёт».
С этой победы Сципиона начался новый виток политической борьбы, в которой главным его оппонентом стал Гай Гракх. Вокруг Публия Корнелия сгруппировались все враги реформ из числа сенаторов и зажиточных собственников. Аграрная комиссия начала отбирать излишки общественных земель у союзников, и многочисленные жалобы италийских землевладельцев начали поступать в сенат и к Сципиону лично. Последний использовал это, чтобы убедить сенат урезать полномочия комиссии. Отныне триумвиры не могли разбирать спорные вопросы, решая, какая земля является частной собственностью, а какая входит в состав ager publicus. Это стало прерогативой консулов, которые в свою очередь фактически отстранились от проблемы. В результате в 129 году до н. э. аграрная реформа фактически была свёрнута
Публий Корнелий планировал продолжать борьбу против реформаторов. В Риме ходили слухи о его скором назначении диктатором, а враги Сципиона использовали это для заявлений, будто он собирается аннулировать закон Гракха и «устроить вооружённую бойню». Публий Корнелий же в ответ говорил, что существует опасность для его жизни.

### Смерть
«...Жизнь его была такова, что к ней — ни в отношении удачи, ни в отношении славы — прибавить нечего, а от чувства близости смерти его избавила её быстрота. Об этом роде смерти говорить трудно; что́ люди подозревают, вы знаете. Всё-таки дозволено с уверенностью сказать одно: для Публия Сципиона из многих дней, увенчанных славой и доставивших ему радость, какие он видел в жизни, самым светлым был тот, когда его, по окончании собрания сената, вечером провожали домой отцы-сенаторы, римский народ, союзники и латиняне, — в канун его ухода из жизни: он со столь высокой ступени почёта как будто переселился к небожителям, а не в подземное царство».
В апреле или мае 129 года до н. э., утром того дня, в который Публий Корнелий должен был произнести очередную речь в народном собрании, он был найден мёртвым в своей постели. Накануне он был здоров; рядом с телом лежала навощённая дощечка, на которой должен был появиться конспект речи. Внезапность этой смерти породила слухи об убийстве; говорили, будто на шее умершего остались следы удушения, и обвиняли в убийстве, вместе и по отдельности, Гая Гракха, Флакка, Карбона и даже жену и тёщу Сципиона, которые его якобы отравили. Согласно Валерию Максиму, в том, что Публия Корнелия убили, был уверен Метелл Македонский; спустя десять лет Луций Лициний Красс назвал участником этого преступления Карбона, которому пришлось покончить с собой.
По другой версии, Сципион совершил самоубийство, «чувствуя, что не будет в состоянии сдержать данные им обещания». Наконец, некоторые утверждали, будто его задушили какие-то иноземцы, проникшие в дом ночью. Но какое-либо расследование проведено не было, а Гай Лелий настаивал на том, что смерть была естественной. Спустя полтора века Гай Веллей Патеркул писал, что смерть Сципиона Эмилиана считают насильственной только «некоторые».
Несмотря на свои заслуги, Публий Корнелий не был удостоен погребения за счёт государства. Всё же похороны прошли в обстановке всеобщей скорби; в выносе тела участвовали все четверо сыновей Метелла Македонского — Квинт (впоследствии Балеарский), Луций Диадемат, Марк и Гай, участвовавший в Нумантинской войне. Их направил на похороны отец, забывший о былой вражде с умершим. Традиционную похвальную речь произнёс ближайший родственник Сципиона — его племянник Квинт Фабий Максим (Максима Эмилиана к тому времени уже не было в живых); оратор поблагодарил богов за то, что Публий Корнелий родился именно в Риме. Правда, Цицерон сообщает, что речь, написанную Гаем Лелием, произнёс другой племянник покойного, Квинт Элий Туберон, но историки считают, что в этом случае Цицерона подвела память. Туберону выпало организовывать угощение для народа; будучи рьяным приверженцем стоической философии, он постарался устроить трапезу в духе «древней простоты». По словам Цицерона, «этот учёнейший человек и притом стоик постелил какие-то козлиные шкуры на жалкие пунийские ложа и расставил самосскую посуду, как будто умер киник Диоген, а не устраивалось торжество в память божественного Публия Африканского». Это стоило Туберону карьеры: впоследствии народ, возмущённый диссонансом между величием покойного Сципиона и убожеством поминок по нему, отказал Квинту Элию в претуре.
Тело Публия Корнелия было похоронено не в родовой гробнице Сципионов у Капенских ворот, а где-то в другом месте — возможно, рядом с телом Павла Македонского.

## Сципион Эмилиан как оратор
Цицерон называет Публия Корнелия одним из двух лучших ораторов эпохи наряду с Гаем Лелием. «Однако ораторская слава ярче была у Лелия». При этом слог у обоих был, с точки зрения Цицерона, «старомодным и неотделанным». По мнению Авла Геллия, Сципион «говорил наиболее чисто из всех своих современников».
Источники сообщают о «многочисленных речах» Сципиона Эмилиана. Упоминается речь против Гая Папирия Карбона, изданная после произнесения; Цицерон в трактате «О дружбе» говорит об этой речи, что она «в руках у всех». В составе «Сатурналий» Макробия сохранился фрагмент речи «Против судебного закона Тиберия Семпрония Гракха», в которой оратор высказывается против распространённого в его время увлечения аристократической молодёжи танцами. Авл Геллий цитирует пятую речь Сципиона против Тиберия Азелла, ещё одну речь против этого трибуна без указания порядкового номера, речь «О нравах», произнесённую во время цензуры.

## Личность
Публий Корнелий был невысокого роста. Т. Бобровникова предполагает, что телосложение у него было хрупкое, но это сочеталось с железным здоровьем, выносливостью и энергией. Он постоянно брил бороду как минимум до 40-летнего возраста; по данным Плиния Старшего, именно Сципион Эмилиан ввёл ежедневное бритьё в моду. При этом он осуждал излишнее внимание мужчин к своей внешности, так что бритьё было проявлением его строжайшей самодисциплины.
Сципион отличался скромностью, уважением к тем, кто был ниже его по должности и происхождению, чётким пониманием субординации. Его честолюбие «с первых шагов карьеры имело форму ревностного исполнения долга». В качестве офицера он демонстрировал предусмотрительность, умение действовать в соответствии с заранее разработанным планом; но если ситуация выходила из-под контроля, он мог мгновенно оценить обстановку и пойти на отчаянные меры, которые неизменно приводили к успеху.
Для Публия Корнелия были характерны порядочность и верность слову, в том числе и если это слово дано врагу. Он всегда полностью владел собой, не поддавался гневу или другим вспышкам чувств. За все эти достоинства он пользовался любовью и уважением со стороны солдат и народа.
Как полководец Сципион Эмилиан ориентировался на опыт своего родного отца. В частности, по словам Семпрония Азеллиона, Публий «слышал, как его отец Луций Эмилий Павел говорил, что хороший полководец не будет сражаться в открытом бою, если только не возникла крайняя необходимость или не представился очень удобный случай». Другие авторы приписывают эту максиму самому Сципиону Эмилиану.
Античные авторы подчёркивают бескорыстие Публия Корнелия: взяв Карфаген и дав своим воинам богатейшую добычу, он ничего не взял себе и даже своим рабам и вольноотпущенникам запретил брать или покупать что-либо. По словам Плутарха, Сципион за всю свою жизнь «ничего не купил, ничего не продал и ничего не накопил в доме; и после него осталось только 33 фунта серебра и 2 фунта золота». Помимо щедрости в том, что касалось дележа наследства с родственниками, для Публия была характерна щедрость в быту. Это подтверждает история, рассказанная Макробием: получив однажды в подарок редкую красную рыбу, Сципион Эмилиан начал приглашать на обед людей, которые пришли поприветствовать его в этот день; в конце концов его друг Понтий счёл себя вынужденным шепнуть ему на ухо: «Подумай, Сципион, что ты делаешь. Такая красная рыба бывает у немногих людей».

## Оценки

### В источниках
Сципион Эмилиан удостоился самых высоких оценок в произведениях античных авторов. По словам Н. Трухиной, «до нас доходят лишь незначительные упрёки в иронии, честолюбии, гордом третировании Луция Муммия». Уже друзья Публия Корнелия считали его «идеалом человека и гражданина». Гай Луцилий в одном из своих стихотворений называет его «Сципиадом великим», Гай Фанний в трактате Цицерона «О дружбе» говорит, что «не было лучшего, не было более прославленного человека, чем Публий Африканский», Гай Лелий отмечает, что «величайшие надежды», которые связывали со Сципионом его сограждане, сбылись в полной мере.

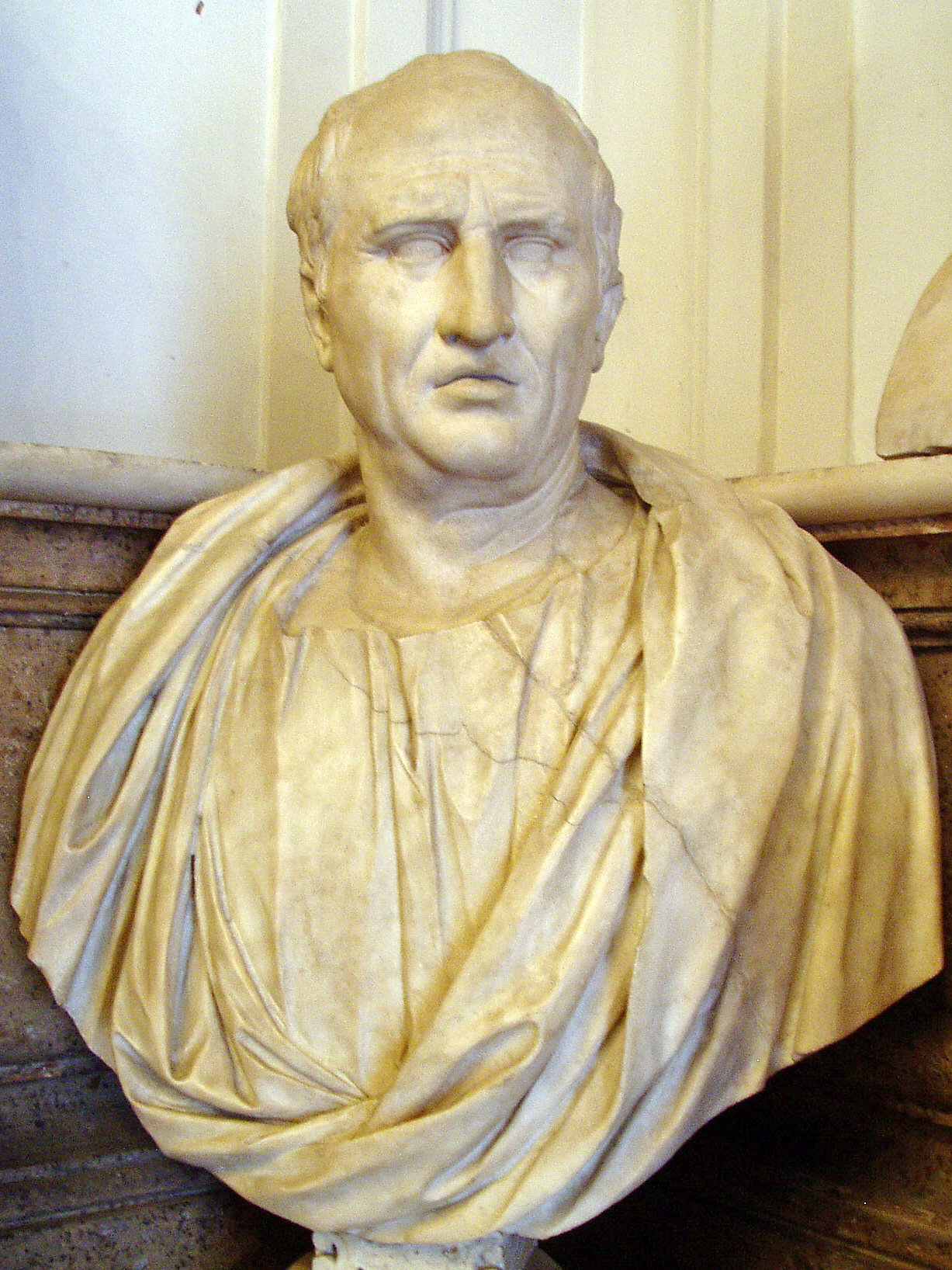
Марк Туллий Цицерон. Бюст из Капитолийских музеев в Риме

Марк Туллий Цицерон, родившийся через 23 года после смерти Публия Корнелия, восхищался им и многими людьми из его окружения. Середина II века до н. э. представлялась Цицерону «золотым веком» Римской республики, когда жили первые подлинные ораторы (и в их числе был Сципион Эмилиан), когда ширилось влияние на римское общество философии. Поскольку Марк Туллий с определённого момента придерживался консервативных взглядов, он одобрительно отзывался о борьбе Сципиона с гракханцами; он высоко ценил также деятельность «кружка Сципиона» на культурном поприще. Информацию о Публии Корнелии Цицерон получал от очевидцев — Лелии Старшей и Публия Рутилия Руфа; кроме того, близкие отношения связывали его с философом Посидонием, учеником Панетия.
Сципион Эмилиан действует или часто упоминается в ряде цицероновских трактатов. Действие диалога «О дружбе» происходит в 129 году до н. э., через несколько дней после смерти Публия Корнелия. В нём Гай Лелий говорит со своими зятьями, Гаем Фаннием и Квинтом Муцием Сцеволой Авгуром, и одной из важных тем являются отношения между Лелием и покойным Сципионом. В трактате «О старости» Публий Корнелий и Лелий говорят с Катоном Цензором, который объясняет им, почему так легко мирится со своим преклонным возрастом. В диалоге «О государстве» Сципион Эмилиан является главным героем: незадолго до своей смерти он ведёт беседу с друзьями о разных типах государственного устройства. Завершает этот трактат в качестве своеобразного апофеоза «Сон Сципиона», в котором Публий Корнелий видит во сне своего приёмного деда. Тот предсказывает внуку великое будущее.
Античные историки последующих эпох отзывались о Сципионе Эмилиане с большим уважением. Так, Гай Веллей Патеркул называет его «благодаря одарённости и образованию самым выдающимся человеком своего века в вопросах войны и мира, не совершившим в своей жизни ничего, что не было бы достойно похвалы — ни в словах, ни в делах, ни в помыслах». Для Диодора Сицилийского это «величайший человек своего времени». Плутарх написал биографию Публия Корнелия в паре с жизнеописанием Эпаминонда, но оба текста не сохранились; по мнению Плутарха, Сципион «намного превосходил всех без изъятия тогдашних римлян доблестью и могуществом».
При всём этом некоторые античные авторы считают взятие Сципионом Карфагена концом «золотого века» Римской республики: Карфаген в их представлении был своеобразным «точильным камнем», придававшим блеск и остроту римскому мечу. Только страх перед старым врагом мешал римлянам до 140-х годов до н. э. «перейти от доблестей к порокам».

### В историографии
Фрагментарность источников не позволяет антиковедам прийти к единому мнению о политической деятельности Сципиона Эмилиана. Существуют полярные оценки: о Публии Корнелии пишут как о военном, не интересовавшимся политикой, или как о честолюбце, не останавливавшимся ни перед чем, чтобы расширить своё влияние внутри государства. По мнению исследователя А. Эстина, Публий Корнелий представлял собой новый тип популяра: возглавляя одну из сенатских группировок, боровшихся за должности и почести, он активно использовал в этой борьбе народное собрание, вовлекая его в большую политику и «развращая». При этом какого-то оригинального политического курса у Сципиона не было.
По мнению Т. Моммзена, Публий Корнелий больше, чем кто-либо из его современников, подходил на роль реформатора в условиях, когда Рим остро нуждался в преобразованиях. «Но он был убеждён, что страну можно спасти только ценой… революции… Ему казалось, что такое лекарство хуже самой болезни». Поэтому Сципион не примкнул ни к консерваторам, ни к гракханцам, и остался одинок, но после его смерти обе «партии» причислили его к «своим».
Некоторые исследователи ставят план аграрной реформы, разработанный «кружком Сципиона», в один ряд с преобразованиями Тиберия Гракха, так как целью и в том, и в другом случае было возрождение мелкого крестьянства и сохранение полисного устройства Рима; соответственно речь идёт о консервативной программе. Х. Скаллард предполагает даже, что именно Публий Корнелий создал ту политическую программу, которую в дальнейшем попытался осуществить Гракх. В контексте этой гипотезы «кружок Сципиона» относят к лагерю умеренных реформаторов; изначально присущий ему консерватизм мог усилиться из-за радикальных методов Тиберия Гракха. Ориентируясь на старинную систему ценностей и на идею изначального превосходства знати, Сципион смог отклонить ряд законов популяров, которые угрожали проникновением плебса в жреческие коллегии и усилением власти плебейских магистратов, и добился сворачивания гракханских преобразований, что было в интересах не только крупного, но и среднего землевладения.
В 2001 году вышла единственная биография Сципиона Эмилиана на русском языке, написанная Т. Бобровниковой. По мнению А. Короленкова, она «не лишена элементов беллетризации и отличается крайней тенденциозностью».

## В культуре
Сципион Эмилиан является одним из персонажей пьесы Мигеля де Сервантеса «Нумансия», романа Милия Езерского «Гракхи». Он присутствует в фильме режиссёра Луиджи Магни «Scipione detto anche l’africano» (1971 год, Италия) и является персонажем сериала Древний Рим: Расцвет и падение империи (эпизод «Революция»), где его играет Грег Хикс.
Один из романов британского писателя Йена Пирса называется «Сон Сципиона»; имеется в виду не последняя книга трактата Цицерона «О государстве», а произведение героя романа, Манлия Гиппомана, живущего в Галлии в V веке.